# Labyrinthe
Pour les articles homonymes, voir Labyrinthe (homonymie).

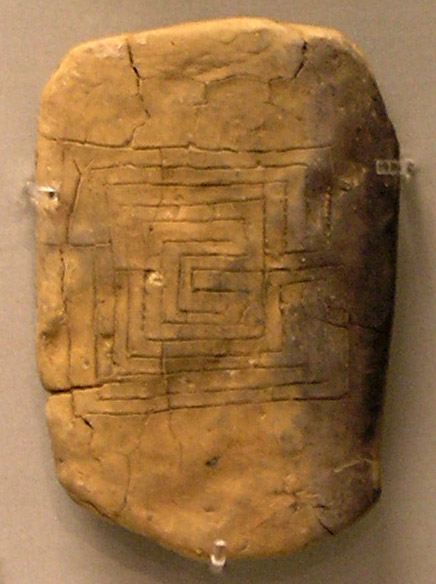
L'une des plus anciennes représentations de labyrinthe, sur une tablette d'époque mycénienne découverte dans le palais de Nestor à Pylos (détruit vers -1180), musée national archéologique d'Athènes.

Un labyrinthe (λαϐύρινθος / labúrinthos en grec ancien, labyrinthus en latin) est un tracé sinueux, muni ou non d'embranchements, d'impasses et de fausses pistes, destiné à égarer ou à ralentir celui qui cherche à s'y déplacer. Ce motif, apparu dès la Préhistoire, se retrouve dans de nombreuses civilisations sous des formes diverses.
Le mot désigne dans la mythologie grecque une série de galeries construites par l'architecte Dédale pour enfermer le Minotaure. En latin, le labyrinthus est un espace clos dont il est difficile de trouver l’issue. 
Le mot dédale sert souvent de synonyme à labyrinthe. Cependant, une distinction est parfois opérée entre le terme dédale, qui désigne un labyrinthe avec des murs, des impasses et des choix multiples, et le terme labyrinthe, qui désigne un espace sans mur, avec un chemin unique (comme celui de la cathédrale Notre-Dame de Chartres). 
Au sens figuré, le labyrinthe correspond à un système complexe, tortueux, qui peut être concret (architecture, urbanisme, jardins, paysages…) ou abstrait (structures, façons de penser…) et où il est fréquent de se perdre, faute de saisir la globalité du cheminement.

## Caractéristiques

### Étymologie
L'origine et la signification du mot grec λαϐύρινθος / labúrinthos ne sont pas clairement établies. Elles sont vraisemblablement préhelléniques. On a tenté divers rapprochements étymologiques, par exemple avec le terme lydien labrys, nom de la hache crétoise à double lame,. Beekes doute du lien avec labrys et suggère plutôt une relation avec le grec λαύρα / laúra « chemin étroit ». Pour sa part, Martin Nilsson observe qu’en Crète la double hache n’est pas une arme et accompagne toujours les déesses ou les femmes, et non pas un dieu masculin.
Le rapprochement avec labrys a encore perdu de sa crédibilité lorsque le linéaire B a été déchiffré dans les années 1950 : la forme alors découverte est da-pu2-ri-to- en mycénien de Cnossos (le signe pu2 note ordinairement phu), avec d à l'initiale et non l,. Ce terme peut être lié au mot minoen du-bu-re, qui apparaît dans le linéaire A, en relation avec le mont Ida, lui-même associé à la notion de caverne. Les cavernes des environs de Gortyne, la capitale crétoise du premier siècle de notre ère, étaient appelées « labyrinthes ».

### Le labyrinthe unicursal

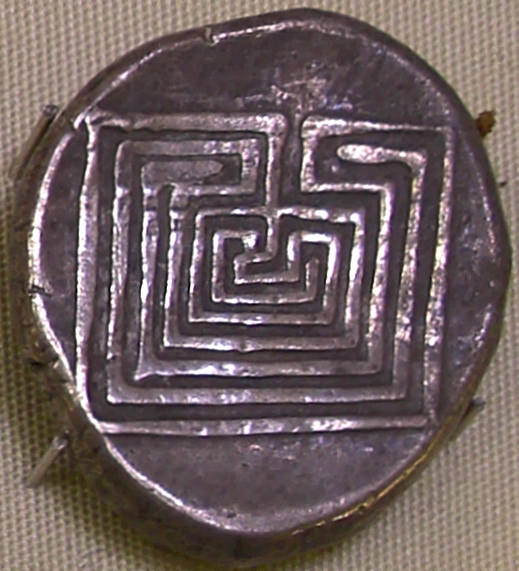
Pièce d'argent de Cnossos avec un schéma unicursal et sept circonvolutions (vers -400).

Le schéma antique du labyrinthe comprend sept circonvolutions, avec un seul chemin qui mène vers le centre, sans ramification ni impasses. Ce parcours « unicursal » est dénué de toute ambiguïté et ne présente aucun défi d'orientation. Umberto Eco observe à ce sujet : « Si le labyrinthe classique était déroulé, on obtiendrait un fil unique : la légende du fil d'Ariane est curieuse, comme s'il fallait un fil pour s'orienter dans le labyrinthe classique. »
On retrouve cette image sur de nombreuses pièces de monnaie dès 430 av. J.-C., et des motifs similaires réapparaissent fréquemment dans l'iconographie du labyrinthe de Cnossos, même si les textes antiques et la légende indiquent que le Minotaure était piégé dans un complexe ramifié et que Dédale lui-même, son concepteur, avait des difficultés à en trouver la sortie. Au cours des siècles, les dessins sont devenus plus élaborés, mais les images du labyrinthe de Cnossos, depuis l’époque romaine jusqu’à la Renaissance, sont presque toujours restées unicursales. Les labyrinthes ramifiés n’ont été représentés que lorsque les labyrinthes végétaux se sont popularisés au XVIe siècle.
Les labyrinthes unicursaux figurent sur les poteries et les vanneries, dans les peintures corporelles et dans les gravures des grottes. Les Romains ont créé de nombreux motifs unicursaux principalement décoratifs sur leurs parois et leurs sols en carreaux ou en mosaïque.

### Labyrinthes complexes

Labyrinthe crétois, de type « bicursal »

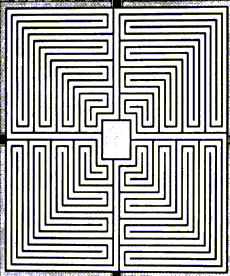
Labyrinthe « romain ».

Umberto Eco distingue deux types de labyrinthes plus complexes que le schéma unicursal.
Le labyrinthe « maniériste » déroulé se présente comme « un arbre binaire, du type de celui qu'utilisent les grammairiens et les informaticiens ». Il offre un grand nombre de voies mais toutes, excepté une, mènent à des culs-de-sac. C'est un processus d'interrogation, de tentative et d'erreur, mais qui possède une rationalité immanente qui est la rationalité binaire et qui peut être décrite en termes d'algèbre de Boole. Une variable booléenne ne peut être que vraie ou fausse. De manière générale, lorsqu'il y a N inconnues binaires, il existe 2N hypothèses complètes possibles.
Le labyrinthe en « rhizome », ou « labyrinthe hermétique », quant à lui, est un réseau entrelacé et infini de voies dans lequel tout point est connecté à divers autres points mais où rien n'empêche l'instauration, entre deux nœuds, de nouvelles liaisons, même entre ceux qui n'étaient pas reliés avant. Chaque route peut être la bonne, pourvu qu'on veuille aller du côté où on va. Le rhizome est donc le lieu des conjectures, des paris et des hasards, des hypothèses globales qui doivent être continuellement reposées, car une structure en rhizome change sans cesse de forme.

### Méthodes de résolution
Pour résoudre un labyrinthe, c'est-à-dire pour déterminer l'itinéraire du début à la fin, certaines méthodes sont conçues pour être utilisées à l’intérieur du labyrinthe par un voyageur sans connaissance préalable du lieu, tandis que d’autres sont destinées à une personne ou à un programme informatique qui a une vision d'ensemble du labyrinthe.
Leonhard Euler a été l’un des premiers à analyser mathématiquement les labyrinthes plats, et, ce faisant, à fournir les bases de la topologie.
Les labyrinthes qui ne contiennent pas de boucles (ou « îlots ») sont dits « standard » ou « parfaits ». Ils correspondent à un arbre en théorie des graphes. Si l’on étirait tous les chemins du labyrinthe, le résultat ressemblerait à un arbre.
Un principe simple pour trouver la sortie d'un labyrinthe consiste à longer en continu soit le mur de droite, ou le mur de gauche, par exemple en laissant sa main sur le mur sans jamais l'enlever. Cette technique ne permet cependant pas d'accéder au centre d'un labyrinthe « à îlots », ni d'en sortir si l'on atteint le centre, car les îlots obligent à tourner autour d'eux à l'infini.

## Labyrinthes anciens

### Préhistoire
La plus ancienne représentation d'un labyrinthe a été trouvée dans une tombe sibérienne datant du Paléolithique : il s'agit d'un dédale de sept circonvolutions, entouré de quatre doubles spirales, le tout gravé sur un morceau d'ivoire de mammouth. Ces tracés sont inscrits dans des carrés ou des cercles, accompagnés de dessins d'ours, d'oiseaux ou de serpents.
Le labyrinthe est l’un des thèmes les plus constants de l’art rupestre européen de la Méditerranée jusqu’à la mer du Nord. Il apparaît gravé sur la pierre en Europe vers le IIe millénaire av. J.-C. Les premiers labyrinthes apparaissent en Europe septentrionale. On les trouve notamment sur les gravures rupestres de la Scandinavie méridionale, puis en Irlande, en Angleterre, en Islande, en Allemagne, en Russie. Des labyrinthes se trouvent dans des chambres funéraires celtiques du Pays de Galles, aussi bien que dans le célèbre site mégalithique de Newgrange. Il en existe, taillés dans le rocher, à Tintagel, lieu dont est originaire le roi Arthur dans la légende arthurienne. On en voit enfin sur le site protohistorique de val Camonica, dans les Alpes italiennes, célèbre pour ses pétroglyphes.
Sur l'île de Gavrinis, en Bretagne, il a été découvert une galerie avec de multiples embranchements. Les changements de direction sont indiqués notamment par des spirales. Ces tracés labyrinthiques s'inscrivent toujours dans des lieux sacrés. Il s'agit d'une représentation du parcours du soleil, spécialement dans les régions circumpolaires durant les mois de ténèbre hivernale, et de sa libération,.
Dans la tradition indo-européenne, le labyrinthe est lié à un artisan magicien capable de voler : le Dédale grec lié au labyrinthe crétois qu'il a construit et le Volund scandinave qui a donné son nom au labyrinthe, dit « maison de Volund ». La manière la plus simple de sortir d'un labyrinthe est de s'envoler. La liaison avec les danses guerrières est attestée dans la légende de Dédale. Jean Haudry suggère que le labyrinthe était l'une des épreuves auxquelles étaient soumis les garçons lors de l'initiation et que cette épreuve a été ritualisée sous forme de danse.
Dans son ouvrage consacré aux labyrinthes, Ernst Krause soutient que le mythe du labyrinthe renvoie directement à un thème indo-européen commun, mettant en scène une « fiancée solaire », enlevée et emprisonnée par le démon de l’hiver, qui, au printemps, est délivrée par un héros au terme d’une course labyrinthique représentant les mois sombres de l'année,.

### Égypte ancienne
Le labyrinthe le plus ancien aurait été construit, selon Hérodote, par Amenemhat III, pharaon de la XIIe dynastie, qui aurait eu pour projet de construire près du lac Moéris son palais monumental, comportant une suite de 3 000 salles et couloirs sur plusieurs niveaux. Ce labyrinthe aurait été construit pour que les Égyptiens se souviennent des noms de leurs douze rois et pour célébrer la dodécarchie : « Les  Égyptiens s'étaient trouvés libres après le règne d’Héphaïstos. Mais, incapables en tout temps de vivre sans roi, ils s'en donnèrent douze, en divisant l'Égypte entière en douze lots […] Une de leurs décisions fut de laisser un monument commun qui rappelât leurs noms : ceci décidé, ils firent construire un labyrinthe au-dessus du lac Moéris et proche de la ville qu'on appelle Crocodilopolis. » Cet édifice, ajoute le commentateur, aurait d'ailleurs inspiré Dédale pour la construction de la prison qui devait enfermer le Minotaure. L'historien grec Hérodote parle par ailleurs du labyrinthe d'Égypte comme une des Sept Merveilles du monde, si grand et si merveilleux que la grande pyramide paraîtrait bien modeste à ses côtés. Le temple d'époque pré-dynastique, appelé l'Escargot, à Abydos, est peut-être une partie infime de ce gigantesque labyrinthe qui n'a pas encore été retrouvé.
Toujours en Égypte, la pyramide de Hawara possède un véritable labyrinthe, pour accéder au temple funéraire. Selon Hérodote, ce monument comptait douze cours principales entourées de galeries et de salles. Strabon soulignait qu'il y avait autant de salles dans le labyrinthe que de nomes (divisions administratives) dans le pays.
Il ne s'agit pas à proprement parler de labyrinthes fondés sur la cosmologie mais de complexes politiques et commémoratifs rapprochés par Hérodote de l'idée rationalisée qu'on se faisait à son époque du « labyrinthe » mythologique.

### Grèce antique

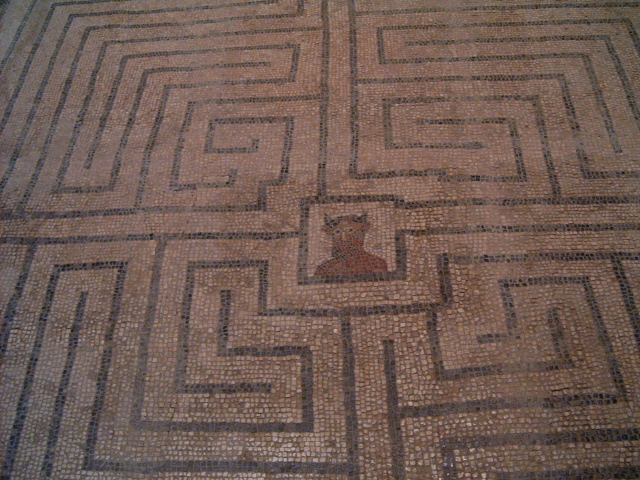
Mosaïque romaine représentant le labyrinthe et le Minotaure, Conímbriga, Portugal.

On situe en Crète, l'île du roi Minos, le labyrinthe du Minotaure construit par Dédale ; c'est en effet sur l'ordre de ce roi qu'il fut construit, afin d'y faire enfermer la créature monstrueuse née des amours de la reine Pasiphaé et d'un taureau. Les recherches archéologiques dans les palais minoens révèlent des constructions étendues dont le plan d'ensemble est complexe. Le mythe du Labyrinthe pourrait n'être qu'une transposition de cette complexité architecturale[réf. nécessaire].
Une carrière située près de Gortyne, appelée Labyrinthe et mentionnée par différents auteurs depuis le Moyen Âge, est aussi parfois considérée par ces derniers comme le site du labyrinthe mythologique.
Par antonomase ou métonymie, on appelle dédale, du nom du constructeur du labyrinthe, tout lieu où l'on risque de s'égarer en raison de la complexité des tours et détours, de sorte que les deux mots labyrinthe et dédale sont pratiquement synonymes.
D'après la légende, seules trois personnes ont réussi à sortir du Labyrinthe : Dédale, Icare et Thésée.
Les variantes du mythe sont nombreuses : selon les versions, Dédale et son fils Icare ont été enfermés par Minos lui-même : le commanditaire de l’ouvrage voulait être certain que son créateur n’en divulguerait pas les plans. Or, la conception était tellement parfaite que l’architecte lui-même était bien incapable d’en trouver la sortie. Pour d'autres, il fut puni pour avoir donné l'idée du fil à Ariane. Dans tous les cas, il dut recourir à un ingénieux stratagème : fuir par les airs, en s’envolant grâce à des ailes faites de plumes collées avec de la cire.
La troisième personne sortie du Labyrinthe est Thésée : venu en Crète pour tuer le monstre, il rencontre Ariane, fille de Minos, qui s’éprend de lui ; aussi lui donne-t-elle, avant qu'il pénètre dans le monument où il doit se perdre, une pelote de fil qu’il déroulera derrière lui au fur et à mesure qu’il avance dans les galeries : cette ruse doit lui permettre de retrouver son chemin, une fois sa mission accomplie ; c'est le fameux « fil d'Ariane ».
Ainsi, dans le mythe grec, Thésée incarne le courage et la force : c'est lui qui affronte et terrasse le Minotaure, tandis qu'Ariane incarne la finesse et l'intelligence.
Après avoir fui la Crète, Thésée arrivant à Délos inventa une danse en rond « sur une combinaison de mouvements alternatifs et circulaires », les uns derrière les autres, autour de l'autel d'Apollon. Cette danse évoquait le fil d'Ariane, les détours du labyrinthe. Elle fut dansée pendant de très nombreuses années sur l'île de Délos et à Athènes. Cette danse, appelée geranos ou danse des grues, en l'honneur du dieu Apollon, est peut-être une survivance d'une danse très archaïque effectuée dans le labyrinthe, effectuée par les dieux Ariane et Dionysos, deux divinités grecques archaïques représentant la Nature sauvage et indomptée. En effet, le labyrinthe crétois, avant d'être le lieu où Thésée affronte le Minotaure, est un lieu pour la danse, comme le raconte Homère dans l’Iliade. La danse d'Ariane et Dionysos au sein du labyrinthe symbolise le combat pour la vie et l'immortalité. Durant leur danse, la vie et la mort s'entrecroisent et tissent le damier de l'existence. Danser dans le labyrinthe, c'est partir à la conquête de l'immortalité. La sortie du labyrinthe est un mythe né dans l'Europe préhistorique : la danse « des grues » célèbre le changement de saison et le retour de la lumière solaire.
Le mythe du labyrinthe est une double représentation de l’Homme et de sa condition : il représente l’Homme obscur à lui-même, qui se perd en prétendant se connaître. Il symbolise l’âme humaine dans toute sa complexité, au plus intime d'elle-même renfermant le mal (ainsi peut s'interpréter l'image de la créature monstrueuse qu'est le minotaure enfermé au cœur du labyrinthe). Le labyrinthe représente aussi l’Homme face à l’univers : perdu, ne sachant d’où il vient, où il est, où il va, et cherchant à sortir de cet état, c’est-à-dire à trouver des réponses aux questions qu'il se pose. Le labyrinthe est ainsi une métaphore sur le sens de la vie : l'envol de Dédale et Icare peut symboliser l’élévation de l’esprit vers la connaissance ou celle de l’âme vers la spiritualité, qui permet de sortir de l’enfermement et de l'absurdité de la condition humaine.[réf. nécessaire]
La légende grecque reprend quelques aspects du mystère égyptien : la mort, la possibilité d'égarement, le fil conducteur et la quête du centre. Il s'agit de parvenir au centre du labyrinthe où se fait la confrontation, puis d'en sortir par le même chemin, mais avec un état supérieur de conscience. La sortie du labyrinthe commence au centre, d'où débute le chemin du retour.[réf. nécessaire]

### Autres civilisations
En dehors de la légende du Minotaure, le labyrinthe, en tant que symbole d'un cheminement initiatique long et difficile, est connu de nombreuses civilisations anciennes, au point que l'on peut parler d'archétype universel : les hommes préhistoriques, les Mésopotamiens, les Scandinaves, les Hopis, les Navajos, les Indiens, les aborigènes d'Australie, les Touaregs, les Zoulous d'Afrique, les juifs de Palestine, les Mayas… ont dessiné des labyrinthes. En Inde, le mandala est une figure labyrinthique : il s'agit d'un cercle sacré, au sein duquel on trouve des divinités bouddhiques.
De même, en Chine, on trouve des labyrinthes gravés dans la grotte de T'ong T'ing, sous la forme de chemins d'encens dont la consumation sert à mesurer le passage du temps. Ils servent surtout la nuit, lorsque le soleil ne peut éclairer.
Les Romains représentent souvent le labyrinthe, dans les mosaïques notamment, comme dans la villa du Labyrinthe à Pompéi. Nombreux sont ceux qui apparaissent au seuil des bâtiments, suggérant qu’ils ont pu servir à dissuader les divinités malveillantes d'entrer dans la demeure, ce qui leur conférerait une fonction apotropaïque.
Des labyrinthes ont été créés dans la tourbe au pays de Galles et en Angleterre (comme le Julian's Bower à Alkborough). Monstres et géants font partie de ce mythe, et les églises elles-mêmes se sont servies de son symbolisme. Aujourd'hui, ils ne sont plus qu'une curiosité, dont l'un des modèles les plus connus est celui de Hampton Court en Angleterre.
En Scandinavie, il n'est pas rare de trouver des labyrinthes dont les murs sont formés de pierres de différentes dimensions. La figure de fylfot (svastika sacré) ainsi construite, et fondée sur neuf points (chiffre sacré), peut être trouvée sur des îles isolées. Elle sert pour des danses ou des jeux traditionnels. Des labyrinthes constitués de cailloux sont courants en Finlande.
L'île de Malekula, au nord-est de la Nouvelle-Calédonie, possède de nombreux labyrinthes, utilisés dans des rites sacrés. Leur centre symbolise le passage entre le monde des vivants et celui des morts.

### Formes symboliques

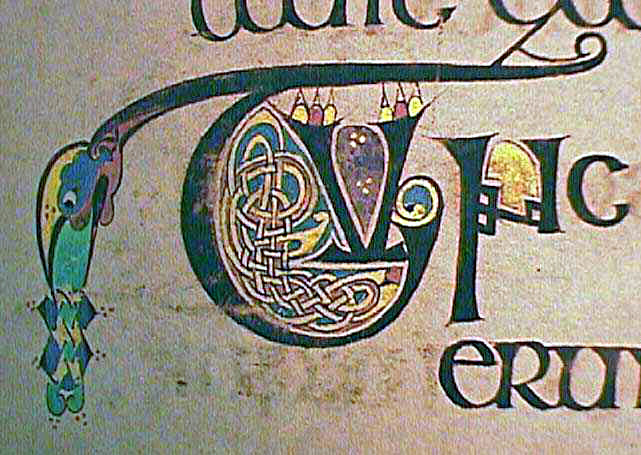
Presque tous les folios du Livre de Kells (v. 800) comportent de petites enluminures telles que cette lettrine décorée d'un labyrinthe.

La forme dans laquelle s'inscrit un labyrinthe, qu'elle soit circulaire ou polygonale, a valeur de symbole.
Depuis l'Antiquité, le cercle représente l'éternité, l'infini, la perfection et par conséquent la puissance de la divinité. A contrario, il renvoie à la finitude de la vie. Dans de nombreuses cultures, l'Univers est symbolisé par une série de cercles concentriques. L'ovale représente en général le féminin, les lignes brisées rappellent les rivières, et les lignes droites, la pluie (l'eau étant le symbole de la vie). Le carré, quant à lui, représente l'Univers ou la Terre, la Création, et la croix centrale, le Cosmos, avec une ligne verticale (symbole de l'esprit masculin) et une ligne horizontale (symbole de la matière féminine), dont le point de rencontre est l'humanité. Le labyrinthe est donc une illustration de la vie même. La spirale peut aussi représenter le devenir : elle implique une vision cyclique de l'histoire, « Tout revient éternellement, mais avec une dimension nouvelle, parfaite contradiction de la ligne, de la conception unilinéaire du temps. »
Union entre la spirale et la tresse, le labyrinthe circulaire représente un voyage différent selon le but recherché : le traverser ou atteindre son centre. Dans le premier cas, l'épreuve est unique (le dernier voyage de l'homme vers la mort, ou le passage vers l'au-delà). Dans le second cas, l'épreuve peut être double, triple… car après avoir atteint le centre, encore faut-il pouvoir ressortir. C'est l'image même de l'individu qui traverse une épreuve (physique, psychologique…), et qui doit sacrifier une partie de lui-même pour survivre. Celui qui a réussi devient un initié ; il entre dans une nouvelle vie, d'où l'importance des rites initiatiques. Le face-à-face avec la mort permet à l'individu de croire en sa résurrection. 
Si on considère la méthode ancestrale de dessin, à partir d'une croix, d'équerres et de points, le premier labyrinthe à pouvoir être tracé à trois circonvolutions, le deuxième labyrinthe en a cinq, et le troisième, sept.
D'après Jacques Attali, le labyrinthe apparaît non seulement comme un symbole, mais aussi comme le support d'un mythe, voire un mode de communication : « un langage avant l'écriture ».

## Labyrinthes d'église

### Historique
Au lieu d'effacer les vestiges des rites antérieurs, le christianisme les a souvent récupérés : ainsi ont été absorbés les dieux, les temples, les fêtes et les labyrinthes présents dans les tombeaux et les différents espaces sacrés des cultes païens. La Bible n'évoque pas l'existence de labyrinthes, si ce n'est, indirectement, celui formé par les murailles qui entouraient et protégeaient la ville de Jéricho.
Le plus ancien labyrinthe d'église connu se trouve à El-Asnam en Algérie, dans les vestiges de la basilique de San Reparatus, édifiée en 324. Il faut attendre le VIe siècle pour voir apparaître des labyrinthes d'église en Europe : le plus ancien se trouve à la basilique Saint-Vital de Ravenne en Italie. Mais le symbole païen du labyrinthe est abandonné durant le Haut Moyen Âge, pour n'être repris qu'à partir du XIIe siècle. On le retrouve alors dans la plupart des grandes cathédrales d'Europe, notamment en France.
Le labyrinthe y est toujours situé du côté ouest, d'où viennent les démons, car l'ouest, où le soleil disparaît, représente la direction de la mort. Ne pouvant se déplacer qu'en ligne droite, les démons étaient ainsi piégés avant d'arriver au chœur.

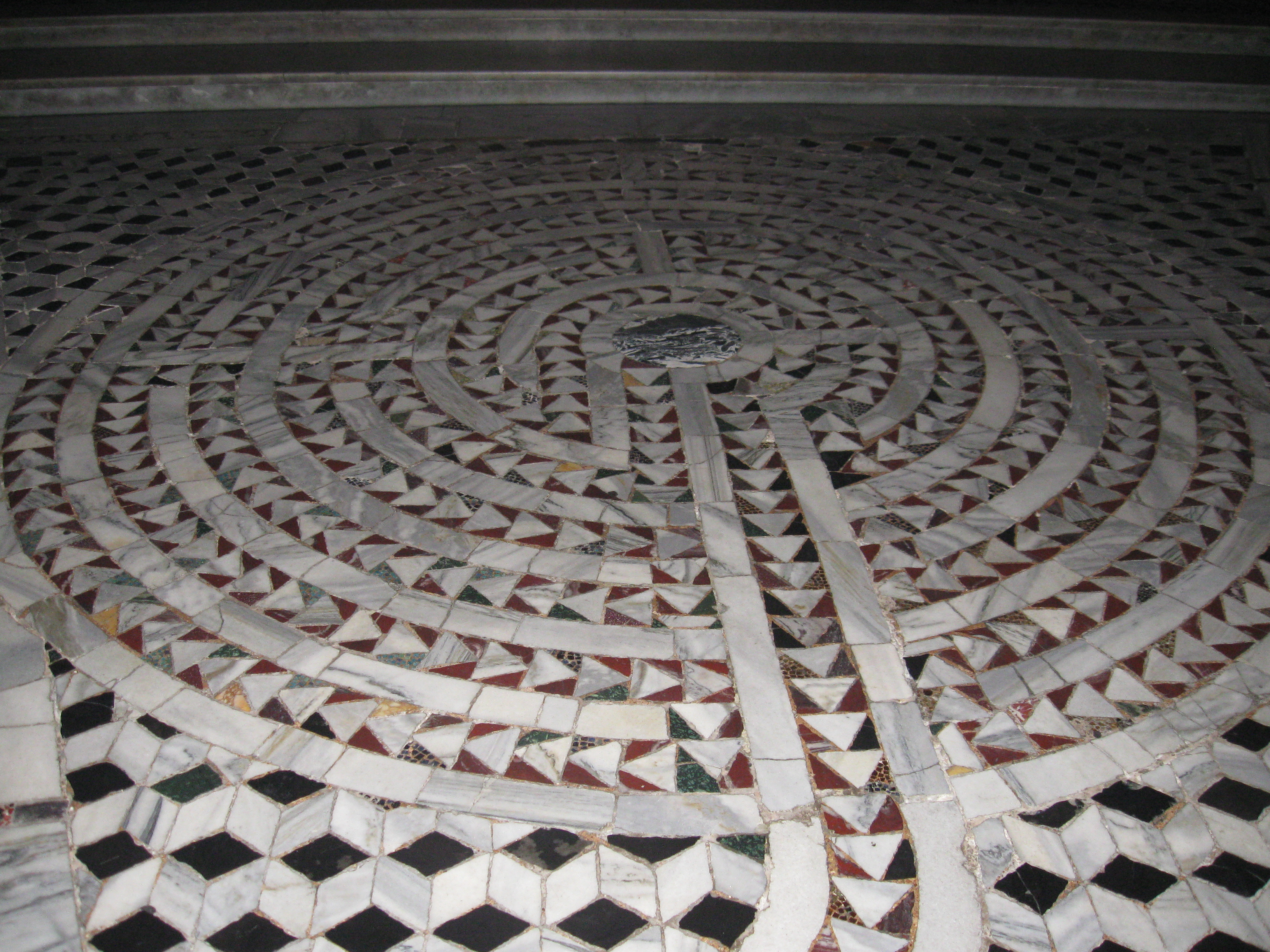
Basilique Saint-Vital de Ravenne, VIe siècle
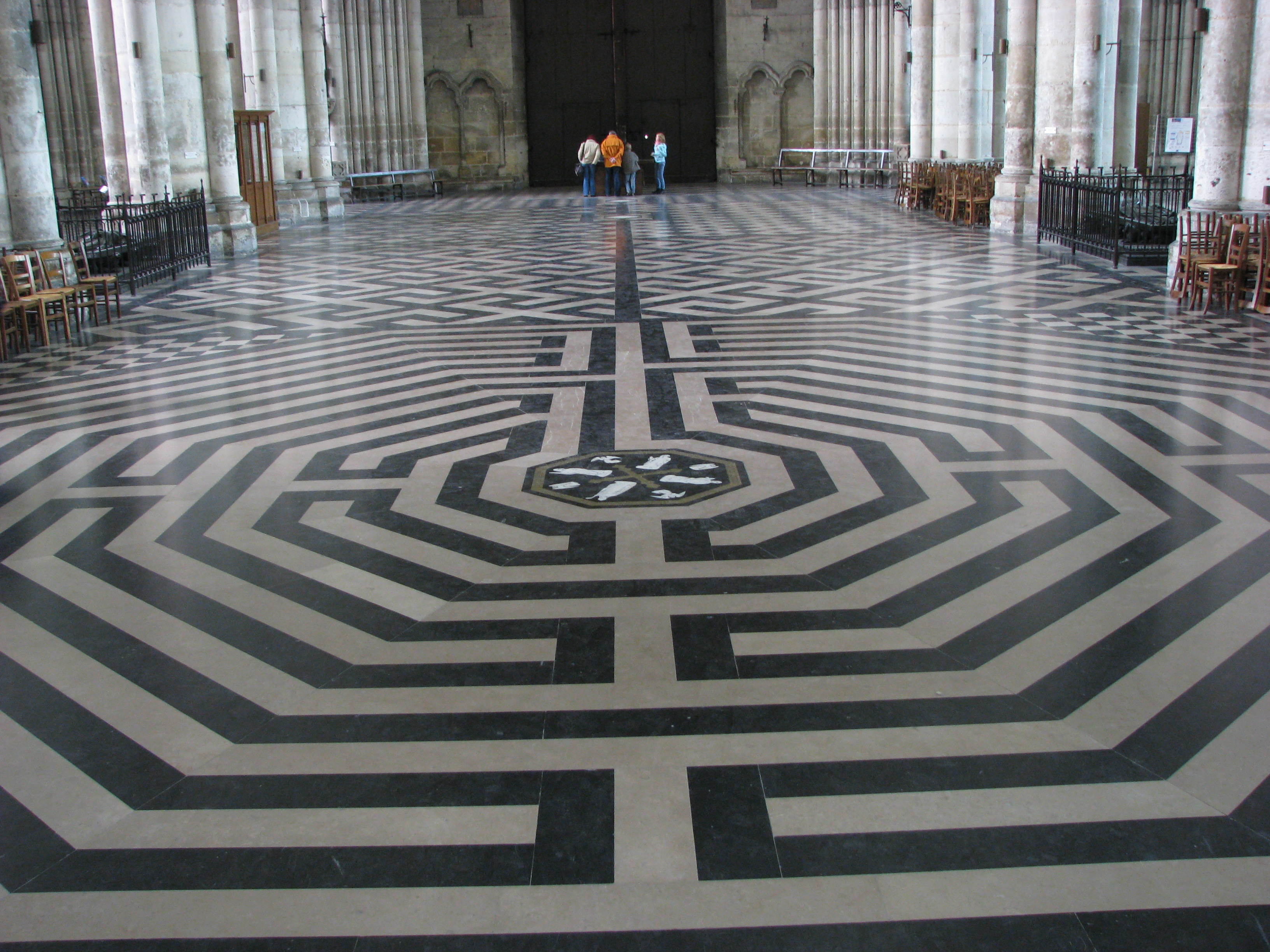
Labyrinthe de la cathédrale d'Amiens
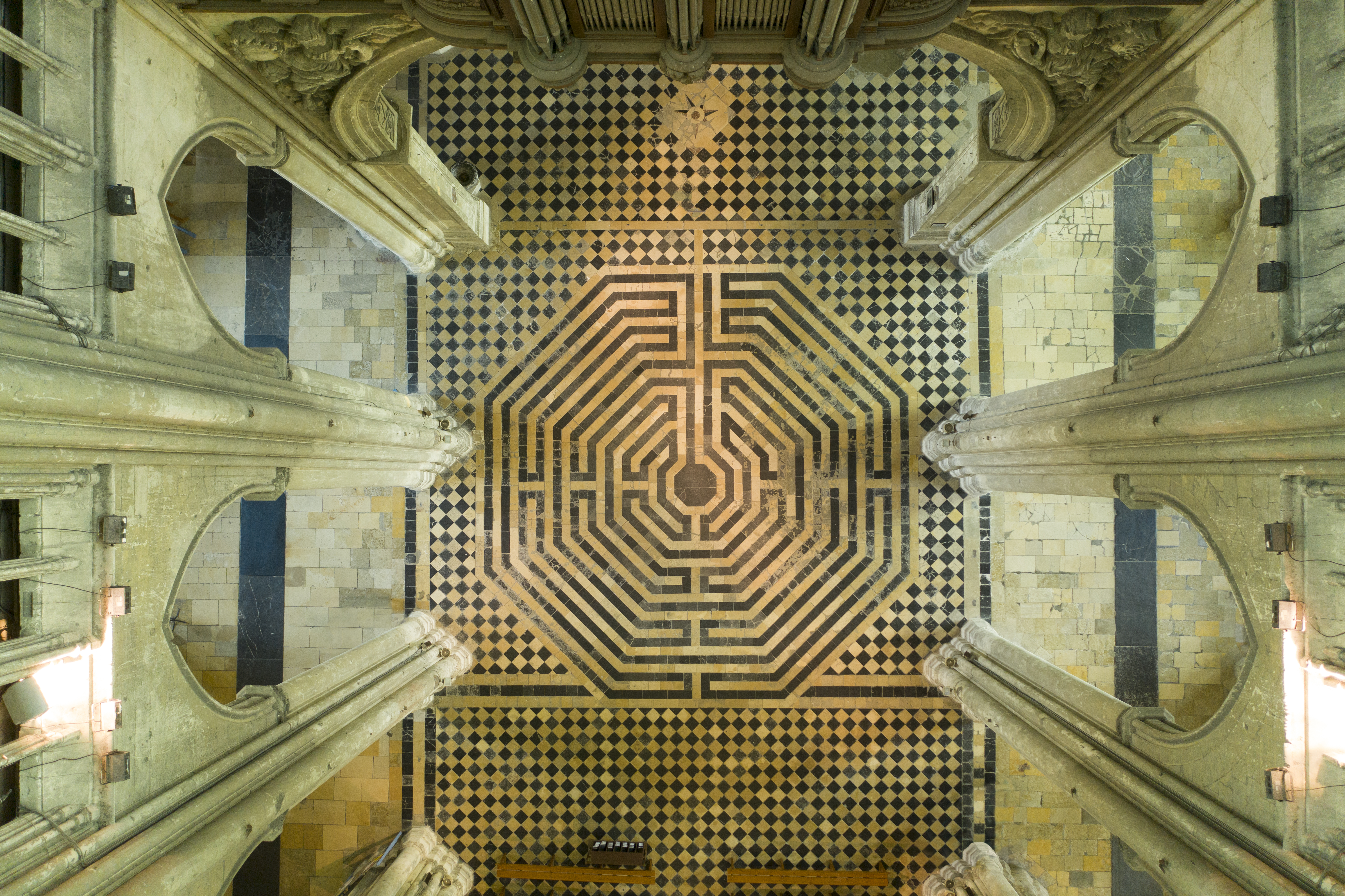
Basilique de Saint-Quentin
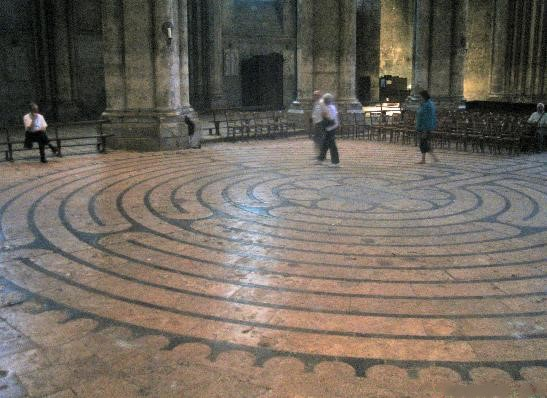
Cathédrale de Chartres
- Chaque année pendant l'Avent le labyrinthe s'enflamme de 2500 bougies sur les dalles de l'église Sainte-Croix à Francfort-sur-le-Main-Bornheim

À travers les siècles, le labyrinthe d'église a connu différentes appellations : « le dédale » (en référence à l'architecte du labyrinthe crétois), « le méandre », « le chemin de Jérusalem », « la lieue » (car il fallait pour parcourir le labyrinthe à genoux le même temps que pour faire une lieue à pied), « la Via Dolorosa » (en évocation du chemin que prit le Christ entre le tribunal de Ponce Pilate et le Golgotha)… Le centre, lui, était nommé « paradis » ou encore « Jérusalem céleste ». Ces chemins étaient suivis, si possible à genoux, par les pénitents qui réalisaient symboliquement un voyage en Terre sainte et s'épargnaient un pèlerinage réel, rarement possible, notamment pour les pauvres. Le dédale était une représentation optimiste de la sanction finale, car il ne comportait quasiment jamais d'embranchements, ni boucles, ni culs-de-sac, et ne demandait, pour aboutir au centre, que de la persévérance.

### Un labyrinthe digital: Lucques

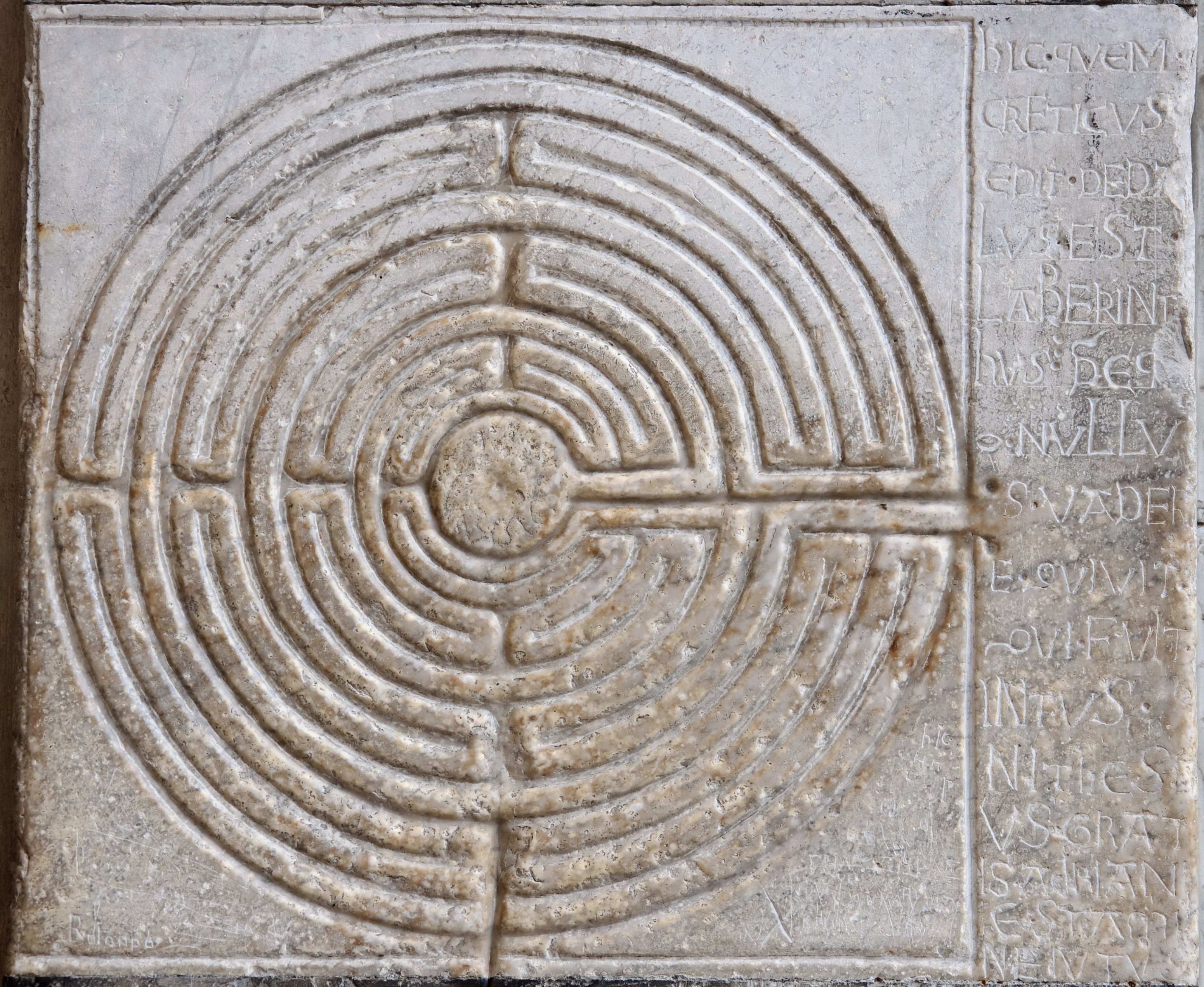
Labyrinthe digital situé à l'entrée de la cathédrale de Lucques (Italie).

On trouve un des plus petits labyrinthes d'église à la cathédrale de Lucques en Italie. Il est gravé sur le mur, et mesure environ 50 cm de large. Les fidèles suivaient le parcours du doigt : c'est un labyrinthe digital. À l'intérieur, on reconnaît — quoique difficilement — les figures usées de Thésée et du Minotaure gravées au centre. L'inscription dit : « Hic quem Creticus edit Daedalus est labyrinthus de quo nullus vadere quivit qui fuit intus ni Theseus gratis Ariane stamine jutus », ce qu'on peut traduire par : « Ceci est un labyrinthe que bâtit le Crétois Dédale, duquel personne, y ayant pénétré, ne put sortir sauf Thésée, grâce au fil d'Ariane ».

### Interdictions et destructions
À la fin du Moyen Âge, le labyrinthe devient synonyme de mal : il est le lieu maudit de la luxure, du péché, de la perdition et de l'errance. À partir du XIVe siècle, les hommes d'Église procèdent à l'effacement des labyrinthes dessinés sur le sol. Ceux qui ne peuvent être détruits sont détournés en jeux de dérision ou cachés sous des tapis. En 1538, un arrêt du parlement de Paris interdit ces dessins. Au XVIIIe siècle, on détruit ceux de la cathédrale de Sens, de Poitiers, d'Auxerre, d'Arras et d'Amiens. Le labyrinthe de la cathédrale de Reims est détruit en 1779 à cause du bruit produit par les jeunes fidèles qui s'amusaient de ses dédales pendant les offices.
Ce mouvement de destruction massive est suivi dans les autres pays chrétiens, car les labyrinthes représentent alors une concession au paganisme. Seuls subsistent encore aujourd'hui ceux de Saint-Quentin, Bayeux et Chartres (d'autres ont été reconstruits par la suite).

## Labyrinthes modernes

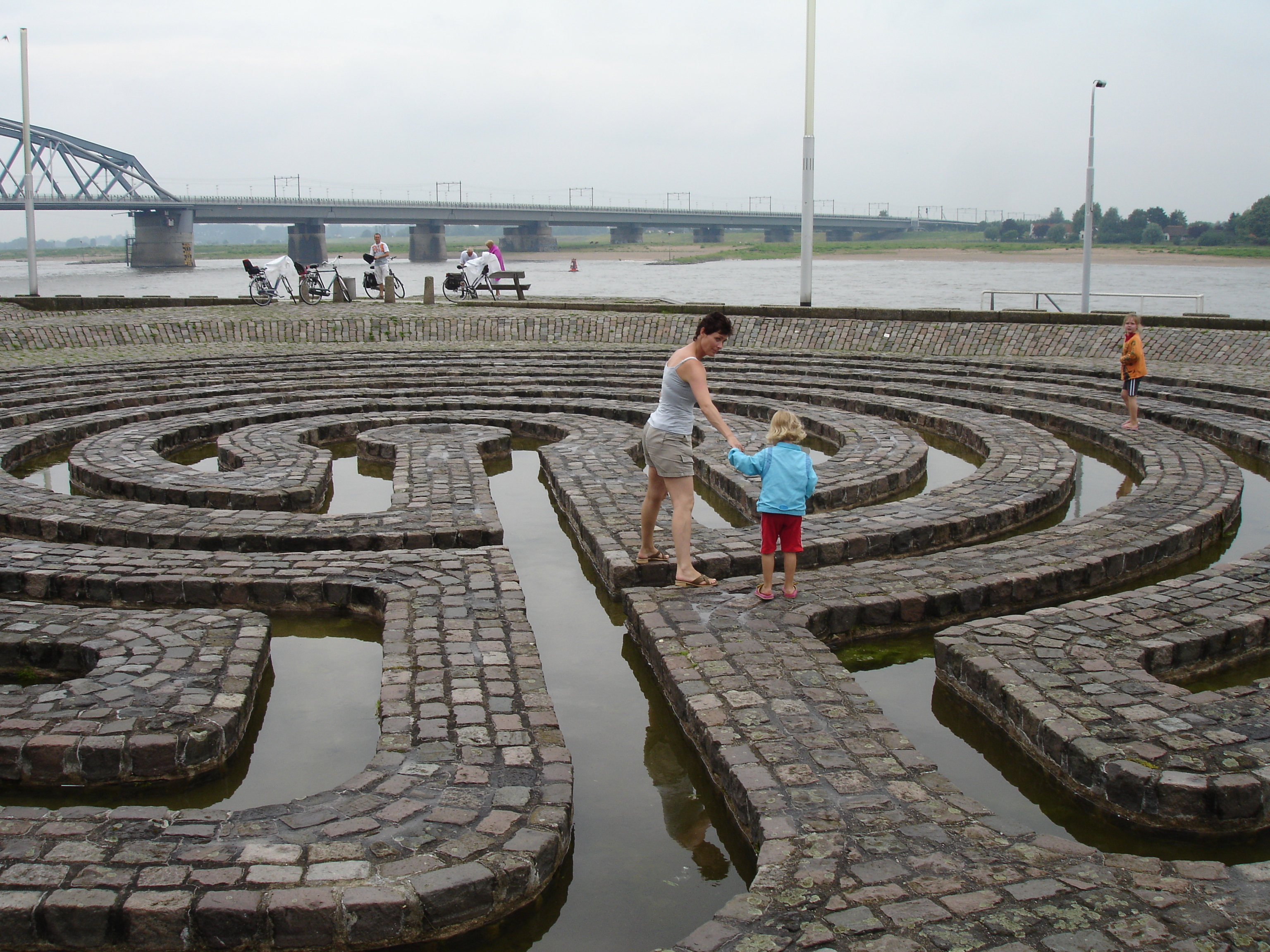
Labyrinthe moderne, de pierre sur eau, à Nimègue aux Pays-Bas.

Jusqu’à la Renaissance, les labyrinthes de déambulation étaient un objet de spiritualité et ne se trouvaient que dans les édifices religieux. Ce n’est qu'à partir du XVIe siècle que des méandres de bosquets se répandent dans les jardins d’Europe et apportent aux dédales une dimension profane : le plaisir de se perdre.

### Labyrinthes végétaux
C'est à partir du XVIe siècle que les Italiens transposent le labyrinthe dans les jardins puis la mode se répand. Selon le philosophe Mircea Eliade, ces labyrinthes n'étaient pas des lieux où se perdre mais symbolisaient un parcours initiatique dont le centre était l'accès à la connaissance ou au sacré.

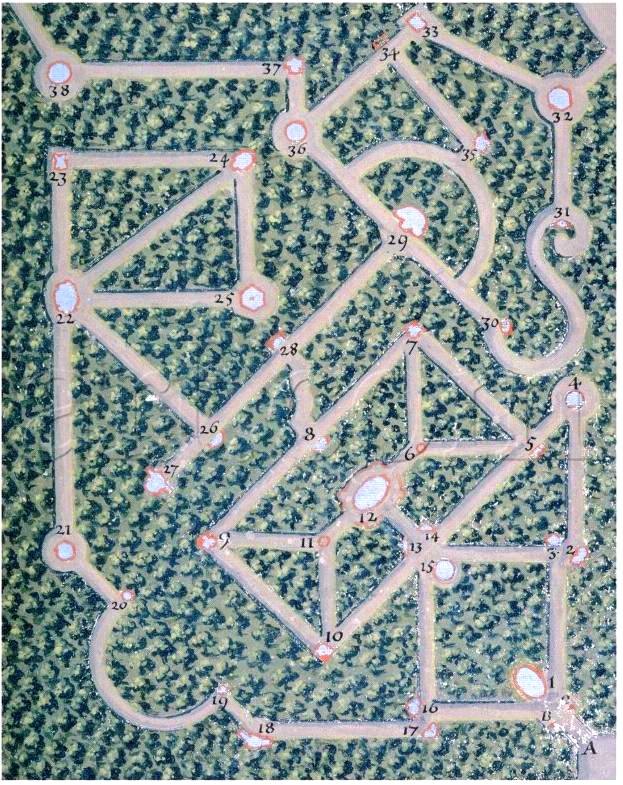
Plan du labyrinthe de Versailles.

Au château de Versailles, le labyrinthe, créé par André Le Nôtre en 1665 et détruit en 1778, n'existe plus mais il figure encore sur le plan.
Aujourd’hui, largement répandu en Europe, le labyrinthe végétal constitue un nouveau concept touristique. Parfois éphémères (labyrinthe de maïs, comme à Beaugency) mais le plus souvent permanents (thuyas ou hêtres par exemple), les labyrinthes végétaux se rapprochent des tracés initiatiques des époques païennes. Percés de dédales fantaisistes, ils s’accompagnent d'attractions inspirées des contes de fées, des énigmes à résoudre… C'est le cas du labyrinthe du Petit Poucet dans les jardins de Bagatelle, ou du labyrinthe de graminées et son jeu de l'oie dans le parc du château de Chantilly. Par ailleurs, dans le jardin botanique du parc animalier du château de Thoiry, se situe le plus grand labyrinthe interactif du monde.
Le plus grand labyrinthe végétal permanent au monde se trouve en France, dans la commune de Guéret en Creuse. Sur 22 000 m2 et ses 4,5 km d'allées gazonnées. Il est l'attraction majeure d'un parc de loisirs. D'autres labyrinthes éphémères, en maïs, se trouvent notamment en Auvergne dans le Puy-de-Dôme : le Labyrinthe des volcans qui depuis 11 ans propose un tracé et une thématique différents chaque année.
En Europe, de nombreuses réalisations peuvent être visitées, telles que le labyrinthe de Durbuy au village de Barvaux-sur-Ourthe en Belgique ou encore celle d'Evionnaz en Suisse, en France celle du parc d'Artmazia à Massy en Haute-Normandie, créée en 2001 par le sculpteur anglais Geoff Troll avec 4 000 hêtres, celle de Guéret dans la Creuse, celle du jardins du prieuré d'Orsan (Cher), celle des jardins de Cadiot en Dordogne ou celle du château de Vendeuvre. On en trouve dans toutes les régions, par exemple en Bourgogne (Toulon-sur-Arroux), en Alsace (Ribeauvillé dans le Haut-Rhin), en Lorraine (Vigy en Moselle) et bien sûr en Île-de-France (parc du château d'Auvers-sur-Oise).
De telles œuvres existent également dans les grandes métropoles, comme à Barcelone, où le parc du Labyrinthe d'Horta, l'un des plus anciens labyrinthes végétaux du monde, créé à la fin du XVIIIe siècle, est devenu aujourd'hui l'une des attractions touristiques de la ville.

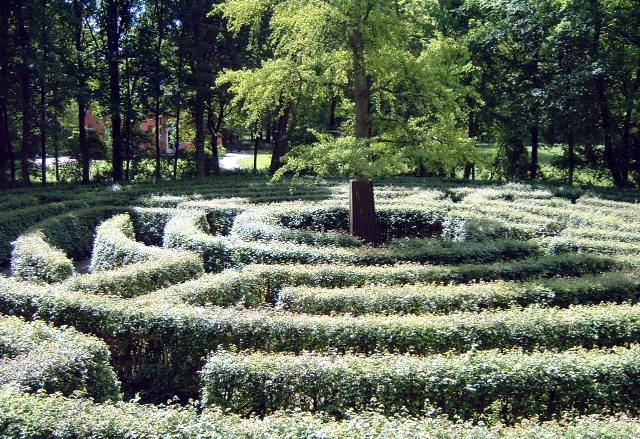
Jardin anglais du parc de Schönbusch à Aschaffenbourg, Allemagne.
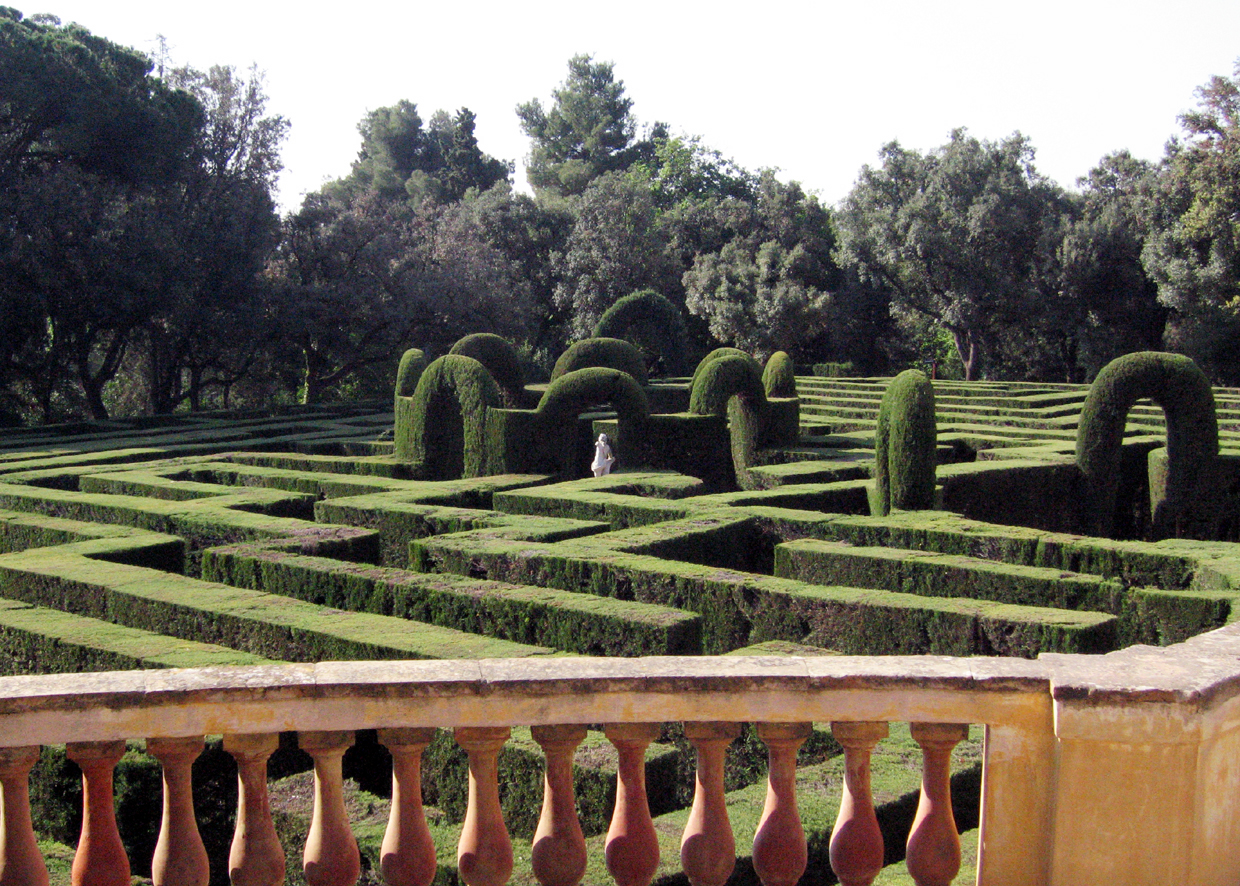
Le Laberint du parc du Labyrinthe d'Horta (1794), à Barcelone, Catalogne.
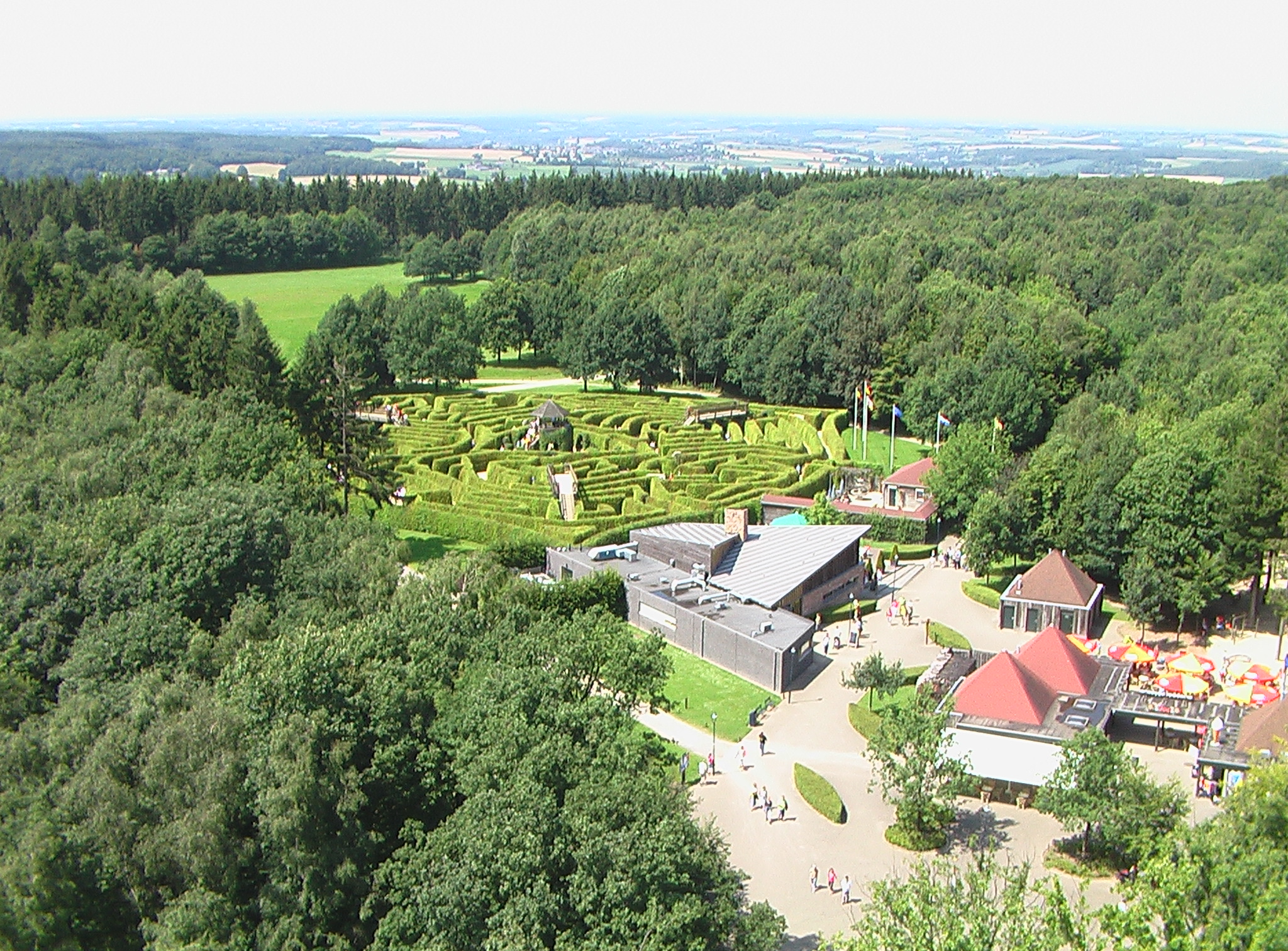
Tripoint de Vaalserberg, Pays-Bas.
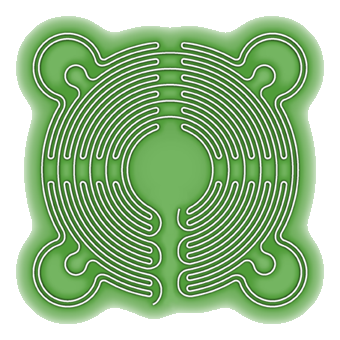
Saffron Walden, Royaume-Uni.
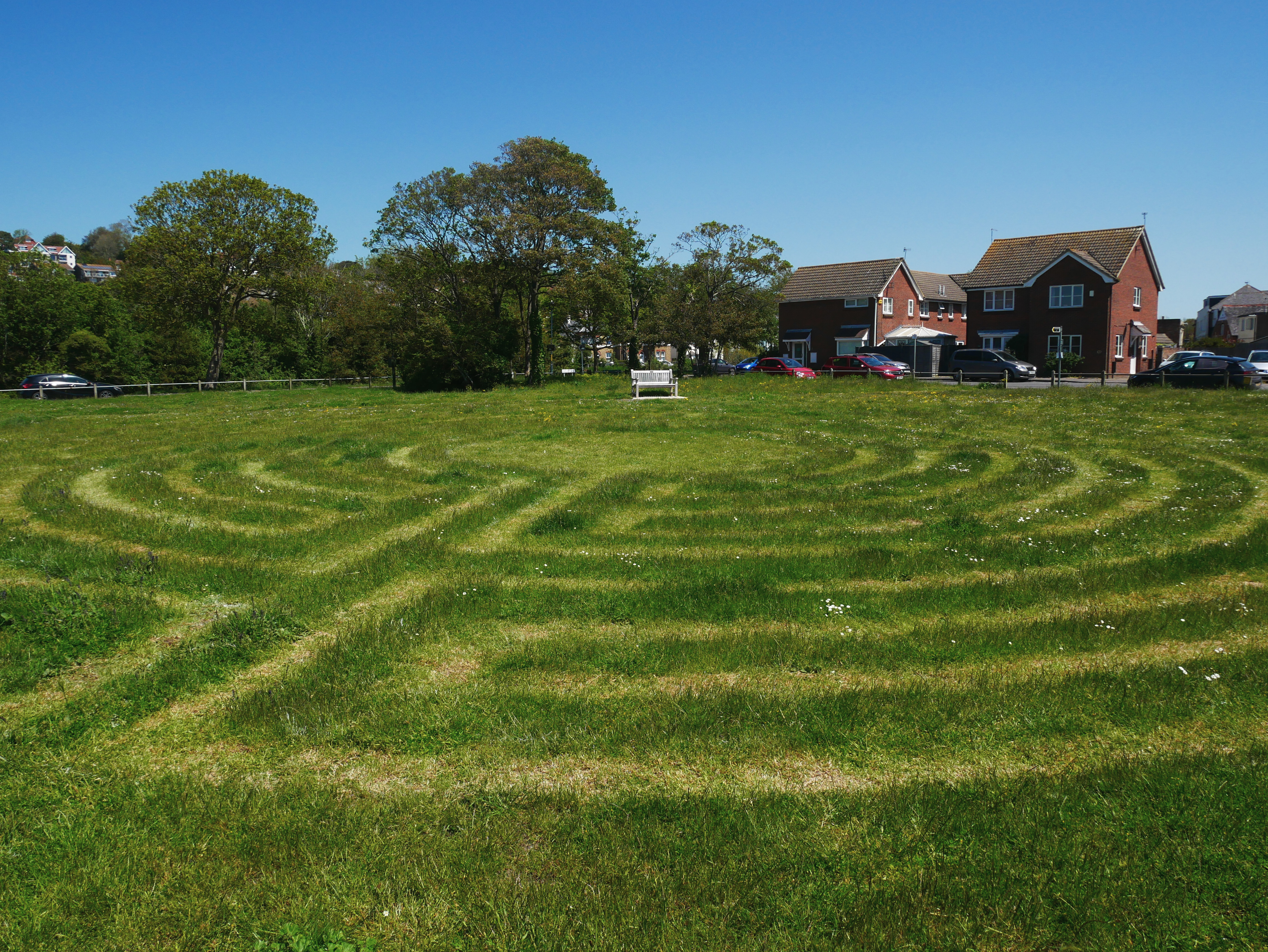
Hythe (Kent), Royaume-Uni.
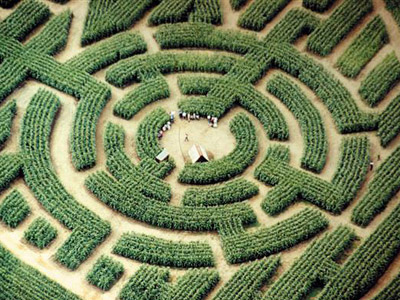
Barvaux-Durbuy, Belgique.
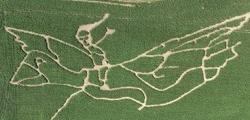
Labyrinthe de maïs : représentation de Nils Holgerson sur son oie, Vigy, Moselle, France.

Dans le parc du château de Merville, aux portes de Toulouse, s'étend un vaste labyrinthe, classé monument historique. Au XVIIIe siècle, le marquis de Chalvet-Rochemonteix, sénéchal de Toulouse, décide de faire édifier un château de briques roses et de créer un jardin de buis démesuré. Passionné d’architecture, il en conçoit lui-même les plans et compose quatre hectares de dédales, bordés de murs de buis et ponctués de salons de verdure.

### Les villes labyrinthes

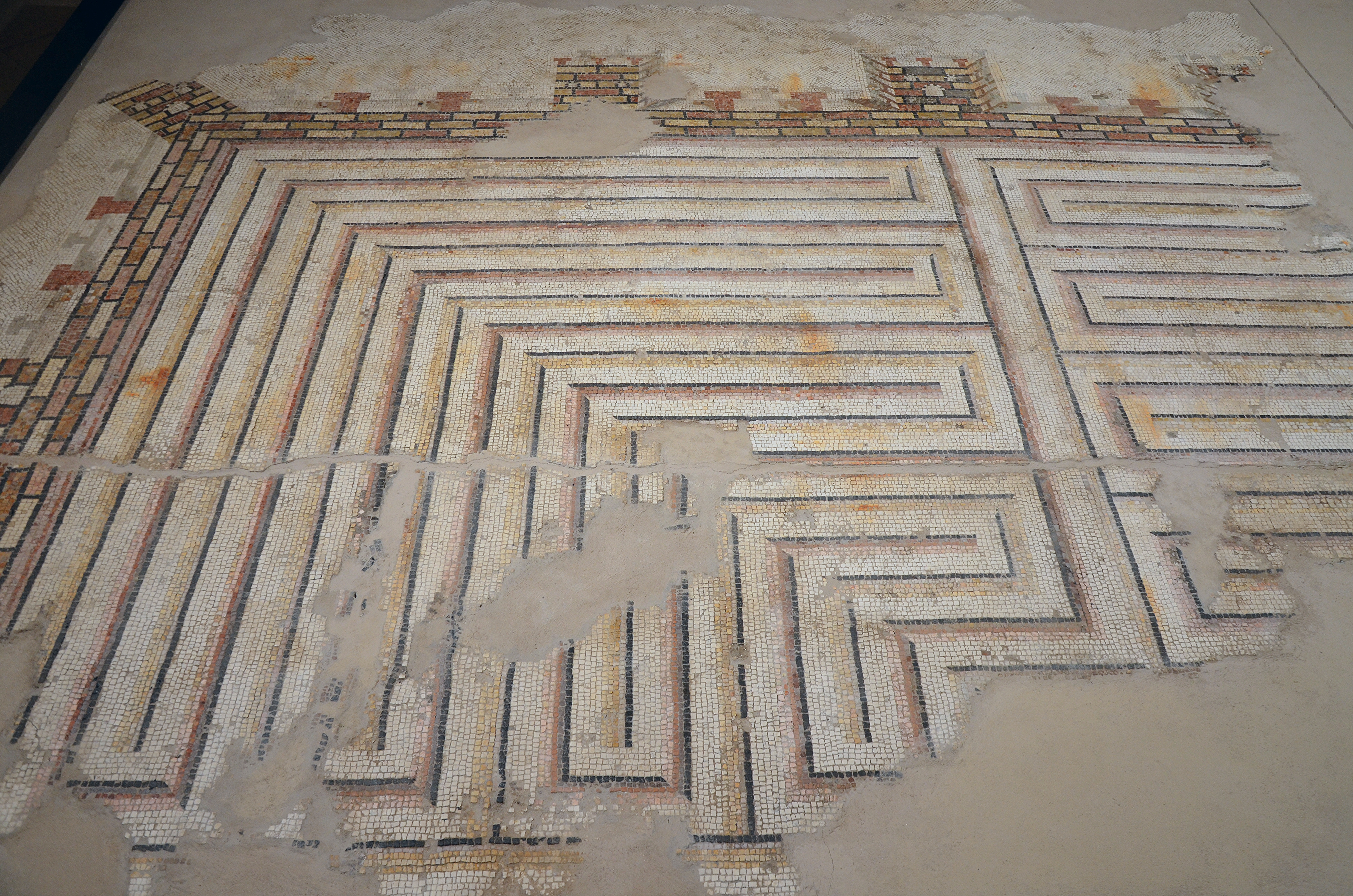
Mosaïque romaine représentant une ville labyrinthique entourée d'une muraille et de tours, v. 100-80 av. J.-C.

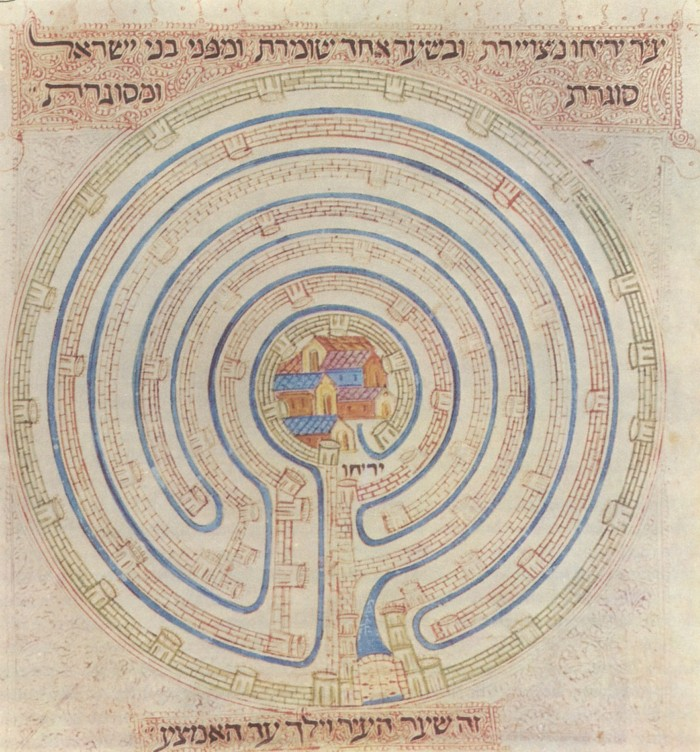
Un incunable en hébreu : les murailles de Jéricho dans la Bible de Farhi, par Abraham Cresques, XIVe siècle.

Bien que le thème du labyrinthe soit présent dans de nombreuses civilisations, on n'en trouve pas trace dans la Bible. Cependant, selon un manuscrit hébraïque datant du XIVe siècle, la ville de Jéricho serait entourée de murailles formant sept cercles concentriques et Jacques Attali croit pouvoir y déceler l'existence d'un labyrinthe. Jérusalem est également associée au mythe du labyrinthe : ville sainte, elle est le centre de l'enseignement du Christ et l'aboutissement du pèlerinage en Terre sainte. Elle représente aussi la cité parfaite où l'on accédait à la rédemption de l'âme.
Le site de Stonehenge serait, selon l'écrivain Jorge Luis Borges, un labyrinthe avec plusieurs sorties.
On peut considérer que Tokyo est la ville labyrinthe par excellence. Les croisements et les rues n'ont ni nom, ni signalisation. La ville juxtapose une suite de quartiers, d'escaliers, d'autoroutes empilés. Cet aspect est d'ailleurs un des thèmes majeurs du film d'animation Kakurenbo.
Dans La Solitude du labyrinthe, 1997, Paul Auster, répond à une série de questions sur sa vie, sa carrière, son œuvre, sur sa ville natale, New York, et plus particulièrement sur Brooklyn : selon lui, New York posséderait elle aussi — paradoxalement — cette complexité. Dans son œuvre La Cité de verre, les personnages se perdent dans les cheminements des avenues qui ne sont nommées que par des numéros.

## Approche mathématique
Une approche mathématique permet la génération de labyrinthes modernes. Les labyrinthes peuvent être modélisés dans un espace multidimensionnel, les plus courants étant les labyrinthes en deux dimensions. Concernant ces derniers, on discrétise le plus souvent l'espace en cellules carrées.
En errance pure, il n’y a pas de but clairement défini. La particule mobile se laisse aller à la tentation de choisir à chaque carrefour les rues ou les couloirs qui lui paraissent les plus avenants, les plus prometteurs. Elle est totalement soumise aux stimuli esthétiques qu’elle rencontre. Dans cette errance pure le but est en quelque sorte reconsidéré à chaque carrefour qu’elle rencontre.	

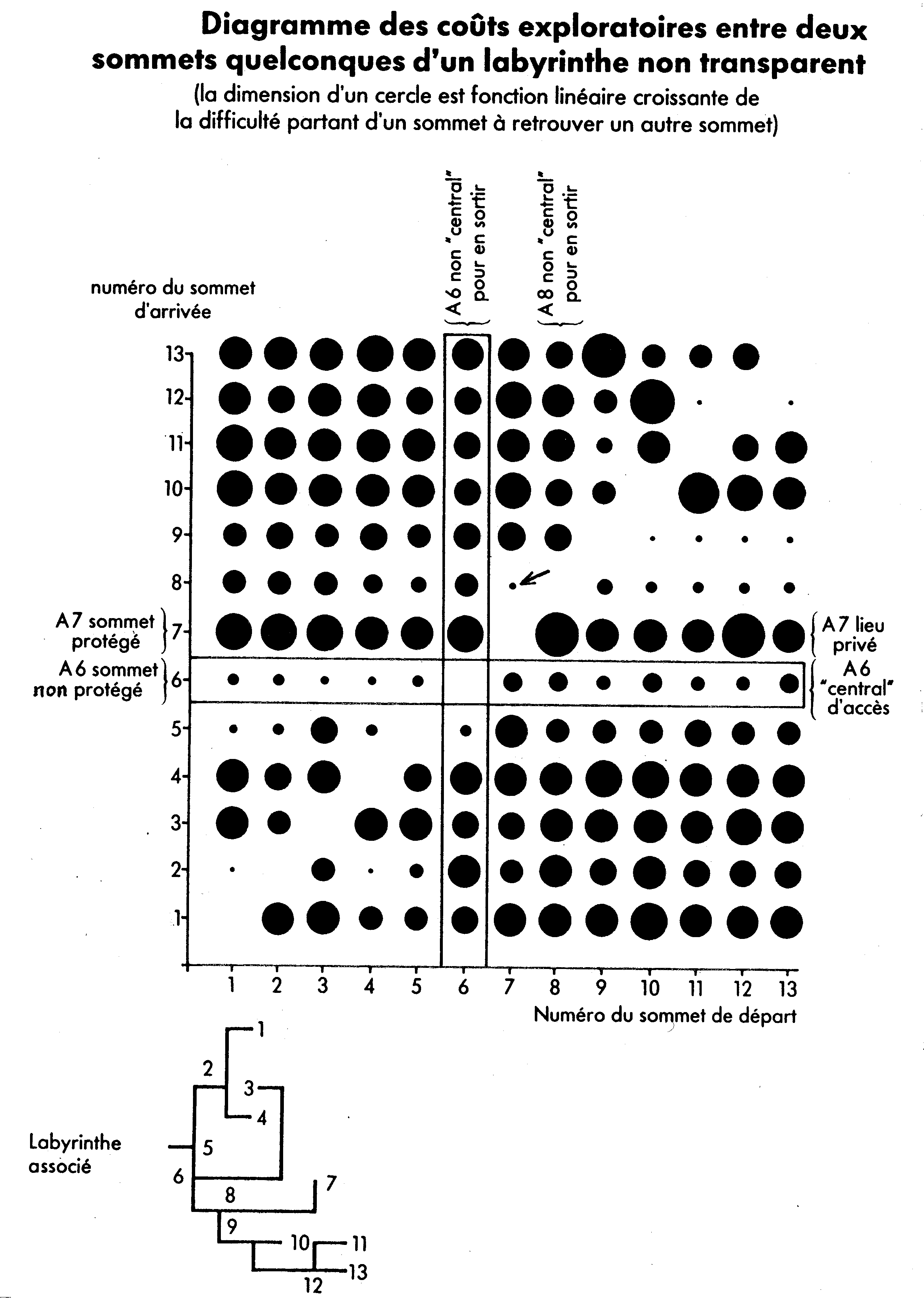
Diagramme des coûts exploratoires dans le cas d’une transparence topologique nulle pour un labyrinthe donné.

Cette situation-limite se produit lors d’une transparence très faible : ville mal connue, peu d'indices pour se repérer, de sorte que le piéton ou l’automobiliste sans un but précis est submergé par la topologie. Tout va alors se passer comme s'il existait des lois de probabilité de Markov venant influencer les choix du piéton ou de l’automobiliste à chaque carrefour.
À chaque sommet Ai du labyrinthe existent des stimuli orienteurs c'est-à-dire des éléments perceptifs, attractifs ou répulsifs, ayant une incidence sur la répartition de ces probabilités de Markov qui dans certains cas ergodicité vont conduire à la connaissance des probabilités de présence aux différents sommets du labyrinthe après un temps assez long.[réf. nécessaire]
Dans le prolongement des travaux d’Abraham Moles sur la ville en tant qu’espace labyrinthique à liberté contrainte, Claude Lefevre a donné l’impulsion à ce qui consiste essentiellement, par des moyens informatiques, à simuler le comportement statistique, des piétons ou des automobiles dans la ville, ou de toute particule mobile en plus ou moins grande situation de myopie exploratoire, où de toute particule mobile qui cherche son chemin dans les couloirs du labyrinthe, entre une entrée et une sortie déterminées, tout ceci compte tenu, éventuellement de présence de stimuli esthétiques plaisants ou déplaisants qui peuvent éventuellement venir infléchir les trajectoires. Cette définition du labyrinthe se différencie ainsi de celle du graphe. Les trajectoires peuvent être modifiées aussi par des informations provenant d’expériences antérieures offrant ainsi, à cause des informations acquises, une dominance cognitive rendant, en quelque sorte, le labyrinthe transparent. Il convient de distinguer deux types de transparence :
- la transparence topologique concernant la seule topologie ;
- la transparence esthétique qui se rapporte aux stimuli esthétiques répartis le long des couloirs.

A été introduit ici le concept de coût exploratoire CTS(i,j) qui est la distance probable compte tenu des tâtonnements et des retours en arrière entre le sommet-carrefour d’entrée Ai et celui de sortie Aj. Ce coût est tributaire de la transparence T et de la stratégie exploratoire S adoptée afin d’éviter de tourner en rond, supposant un auto-apprentissage où la limite de 3 répétitions a été fixée. Ce coût peut être modifié si l’on prend en compte les stimuli esthétiques plaisants ou déplaisants répartis le long des murs de certains tronçons et qui viennent modifier subjectivement l’évaluation des distances : un parcours jalonné de stimuli esthétiques plaisants nous apparaît subjectivement plus court et cela peut venir modifier par conséquent les coûts exploratoires.
A été introduit également le diagramme des coûts exploratoires C(i,j) qui, dans un schéma synoptique prend en compte tous les couples entré-sortie possibles. Ces diagrammes offrent quantité d'informations sur le comportement statistique d'une particule mobile dans ce « champ de forces » que constitue pour elle le labyrinthe peuplé ou non de stimuli.
Ces diagrammes permettent en mettant en évidence, compte tenu des hypothèses faites, les lieux rapides d'accès d'où que l'on parte (puits attractif) qui se prêtent à l’aménagement d’un espace public, ou au contraire long à atteindre (pics), d'où qu'on parte et qui se prêtent à l’aménagement d’espace privé. Ainsi a pu être défini le degré de privatisation attaché à un lieu Aj qui est la difficulté moyenne, c'est-à-dire la distance moyenne parcourue pour rejoindre ce lieu.

## Thème littéraire

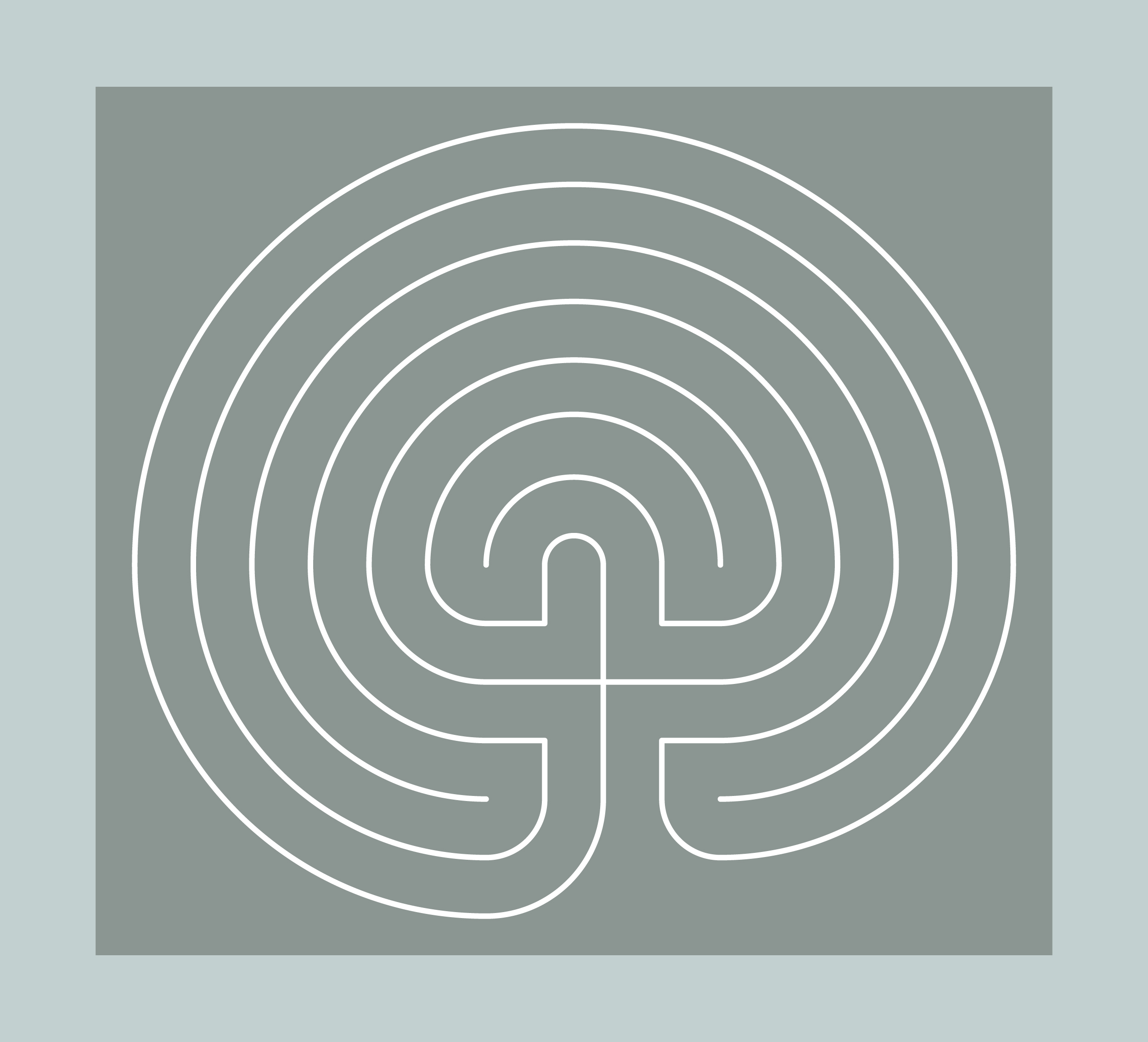
Représentation d'un circuit de labyrinthe

La figure du labyrinthe apparaît souvent dans la littérature, que les œuvres prennent le labyrinthe pour thème, ou qu'elles adoptent une structure labyrinthique. Selon Vincent Message, « le labyrinthe est un des symboles les plus puissants dont la littérature dispose pour figurer un environnement hostile à l’être humain : les difficultés de parcours s’y matérialisent sous forme d’obstacles physiques, l’impasse y représente l’erreur, tandis que l’adversité abstraite peut y devenir un danger de mort des plus concrets. »
Certains auteurs, comme Jorge Luis Borges, valorisent le labyrinthe en le peignant comme le symbole de la perplexité des hommes face aux mystères de la vie. De nombreuses œuvres sont imprégnées du dédale, qui peut représenter un mouvement de l’extérieur vers l’intérieur, de la forme à la contemplation, de l’espace à l’absence d’espace, du temps à l’absence de temps, de la multiplicité à l’unité. Le labyrinthe devient l’image d’un chaos initial ordonné et agencé par l’intelligence humaine. Le labyrinthe se retrouve fréquemment dans la littérature hispano-américaine : outre les contes de Borges et de Julio Cortázar (en particulier Marelle), on peut citer la biographie romancée de Bolivar écrite par Gabriel García Márquez, Le Général dans son labyrinthe.
Parmi les principales œuvres littéraires empruntant elles-mêmes la forme du labyrinthe, il faut citer : la Divine Comédie, de Dante où les personnages de Virgile et Dante lui-même descendent en Enfer à travers neuf cercles concentriques, la descente étant relatée dans vingt-quatre chants, et Ulysse, de James Joyce (1922) roman qui relate les pérégrinations labyrinthiques de Leopold Bloom, petit bourgeois sans histoire, à travers les rues de Dublin, dans la journée du 16 juin 1904.
On trouve le thème du labyrinthe dans les Métamorphoses d'Ovide (Livre VIII), ou Le Labyrinthe de Versailles de Charles Perrault.
Le « labirynthe » (le terme est ainsi orthographié par Rabelais dans l'édition de 1534, 1535, 1537 et les deux éditions de 1542) de l'abbaye de Thélème (chapitre 55) dont il est question dans Gargantua de Rabelais trouve un écho dans Le Nom de la rose d'Umberto Eco (1980) où le labyrinthe abritant la bibliothèque de l'abbaye se veut une représentation du monde qui transparaît finalement dans le classement des œuvres. Alain Robbe-Grillet a abordé le thème du labyrinthe à plusieurs reprises, que ce soit dans son roman Dans le labyrinthe (1959) ou dans Les Gommes (1953), où le personnage principal, Wallas, erre dans une ville du Nord afin de retrouver l'assassin de Daniel Dupont, dont le cadavre reste introuvable.
Jerome K. Jerome fait errer les héros de Trois hommes dans un bateau dans le labyrinthe (pourtant simple) du château royal de Hampton Court. L'ami du narrateur, Harris est supposé s'y perdre pendant plusieurs heures (bien qu'il ait acheté un plan officiel à l'entrée) tout en créant de faux espoirs chez une troupe d'infortunés « naufragés du labyrinthe » qui le traitent tout d'abord en sauveur, puis en méprisable charlatan. À la fin, même le gardien officiel de l'endroit (un novice inexpérimenté) s'y perd aussi, et Harris et ses compagnons doivent attendre que les gardiens plus âgés aient fini leur déjeuner pour être délivrés.
En 2000, le romancier américain Mark Z. Danielewski a donné sa version du mythe dans son roman La Maison des feuilles, avec l'histoire d'une famille qui, de retour de voyage, découvre un labyrinthe dont la forme change en permanence au beau milieu de leur maison. L'ouvrage de Danielewski est d'une structure originale, sa mise en page et son style sont tout aussi inhabituels. Il contient par exemple de copieuses notes de bas de page, qui contiennent souvent elles-mêmes des annotations, et ses narrateurs multiples interagissent les uns avec les autres de manière déroutante. Enfin, le récit se dirige fréquemment dans des directions inattendues, autant de caractéristiques qui en font une œuvre labyrinthique.
En fantasy, le Cycle des Princes d'Ambre de Roger Zelazny utilise la figure du labyrinthe médiéval sous deux formes. La marelle est un schéma représentant un trajet unique fixe de l'entrée au centre. Celui-ci est l'origine de la réalité de l'Ordre. Le Logrus est un schéma semblable, la seule différence tient à la mobilité du trajet qui lui permet de définir l'origine du Chaos. Les deux schémas sont initiatiques pour les deux cours ennemies.
L'œuvre de science-fiction de Robert Silverberg, L'Homme dans le labyrinthe, date de la deuxième moitié des années 1960 et raconte l'histoire d'un personnage qui se cache, comme une bête malade, dans un labyrinthe parce qu'à la suite d'une rencontre avec une ethnie extra terrestre, il communique à ceux qu'il approche un sentiment insupportable de dégoût/malaise. On peut citer encore Labyrinth, de Kate Mosse (2006) où le personnage principal, Alaïs, tente de percer le secret du Graal, en parcourant différents labyrinthes complexes.
Certaines œuvres de littérature jeunesse traitent du labyrinthe et de sa symbolique. L'exemple le plus célèbre est Alice au pays des merveilles de Lewis Carroll (1865), où Alice doit parcourir un labyrinthe afin de pouvoir rejoindre la Reine de Cœur (chapitre 8). Dans Le Petit Poucet de Charles Perrault (1697), le personnage principal, que ses parents ont décidé de perdre dans l'immensité de la forêt, sème derrière lui des petits cailloux blancs, puis des miettes de pain, pour retrouver le chemin de sa maison. On reconnaît là une transposition du mythe grec, les cailloux ayant la même fonction que le fil d'Ariane.

## En psychologie

### Étude de la mémoire
Pour expérimenter ses études psychologiques sur la mémoire, Burrhus Frederic Skinner créa, dans les années 1930 et 1940, des boîtes dans lesquelles il élaborait des labyrinthes. À l'intérieur, il y plaçait des rats : ces derniers devaient parcourir ces labyrinthes le plus rapidement possible, signe d'apprentissage du trajet et de sa mémorisation.
Quelques années plus tard (1945), deux scientifiques Edward Tolman et Roman Honzik, compliquèrent ce labyrinthe, afin de démontrer l'apprentissage lent du rat.

### L'expérimentation de l'espace
Abraham Moles et Élisabeth Rohmer. Dans leur phénoménologie du comportement généralisent l'appellation de labyrinthe à tout système où la démarche de l'homme est contrainte, non isotrope. Le labyrinthe apparaît comme la forme canonique de l'espace.
La psychologie expérimentale étudie dans un premier temps des labyrinthes intrinsèques, dépourvus de stimuli esthétiques sensoriels : « des labyrinthes de couloirs à parois uniformes, dans lesquels par conséquent les seuls faits de conscience sont ceux attachés au mouvement : progrès, retour, butée, décision, redécouverte ».
Des expériences réalisées sur des vers, des rats, des singes, ou des étudiants, dans des labyrinthes à leur échelle ont permis de mettre en exergue différents micro-événements : marcher droit devant soi, tourner à gauche, tourner à droite, décision aller à droite ou à gauche, retourner sur ses pas de son propre mouvement, le retour en un point déjà parcouru, etc., auxquelles sont attachées différentes réactions. Par exemple, dans le fait de retourner sur ses pas au bout d'un cul-de-sac, « l'être doit reconsidérer sa décision, rencontrer un micro-échec et le prendre en charge dans le bilan de son expérience ».
Ce qui est frustration et échec partiel dans le parcours d'un labyrinthe géométrique peut se transformer en expérience positive dans un labyrinthe à stimuli tel que peut l'être un trajet urbain. Les études faites sur les labyrinthes avec stimuli esthétiques sensoriels sont difficilement quantifiables et rajoutent de nombreuses dimensions au labyrinthe intrinsèque. L'être qui s'est mis en situation labyrinthique et qui l'a fait de façon délibérée consent à jouer un jeu dans lequel il va être conditionné par différents facteurs : l'existence d'une anxiété liée à l'ignorance du trajet solution, l'existence d'un plaisir lié à des sommes de micro-découvertes successives effectuées, le plaisir de la solitude, le plaisir de la découverte.

## Dans la culture

### Arts plastiques, sculpture et peinture
Du XVe siècle av. J.-C. au Ier siècle de l'ère chrétienne, l'image du labyrinthe crétois figurait sur les pièces de monnaie : parfois représenté sous forme circulaire ou sous forme carrée,, ou encore sur les poteries grecques, des sculptures en marbre, des mosaïques.
Les représentations du labyrinthe en peinture sont particulièrement nombreuses : qu'il s'agisse d'une peinture italienne du XVe siècle Thésée et Ariane, gardée au musée du Louvre de Paris, ou encore une illustration des Métamorphoses) d'Ovide. Il a d'ailleurs été trouvé, il y a peu, une carte du monde datant du XIIIe siècle réalisée par Richard Hallington. Sur l'emplacement de la Crète, figure un labyrinthe, avec l'inscription Laborintus is est domus Dedalli (Ceci est le labyrinthe, la maison de Dédale).
Le thème du labyrinthe a été traité dans de nombreuses œuvres du peintre véronais Davide Tonato. L’historien d’art Giordano Berti l’a défini comme « le prince des labyrinthes », pour sa capacité à créer à partir de la technique raffinée du trompe-l'œil une série importante de structures résolument innovantes, presque plastiques. Le critique Vittorio Sgarbi, quant à lui, a fait le rapprochement entre les œuvres de Tonato et celles de Maurits Cornelis Escher.
Le labyrinthe conserve sa portée symbolique. Depuis plusieurs années, Marta Pan élabore des labyrinthes qui enferment l'espace vital de l'individu et le protègent contre le monde extérieur. En 1996, Muriel Baumgartner a créé une exposition Labyrinthe, au Centre d'art contemporain Le Prieuré, à Gaillon. Waclaw Szpakowski, artiste polonais (1883-1973), a travaillé lui aussi sur des dessins formés d'une seule ligne, labyrinthique et rythmique.
L'art contemporain introduit une dimension participative à l'image des différentes réalisations du Groupe de Recherche d'Art Visuel (GRAV) dans les années 1960. Ce collectif artiste a ainsi invité à sortir du musée par une appropriation de Paris à travers un parcours en dédale (Une Journée dans la rue,1966).
L'artiste danois Jeppe Hein a également réalisé un labyrinthe virtuel, invisible, dans lequel le spectateur est guidé par un casque qui vibre lorsqu'il rencontre un obstacle. La notion de labyrinthe est aussi au cœur du travail de l'artiste belge Éric Duyckaerts qui en fait le sujet de plusieurs de ses conférences/performances.
Le plasticien italien Michelangelo Pistoletto, issu de l’arte povera, a réalisé un labyrinthe de carton ondulé en 1969. Il en expose des variantes dans différentes galeries à travers le monde.
L’artiste fractaliste Jean-Claude Meynard a travaillé sur le thème du labyrinthe pour permettre au spectateur d’appréhender la dimension fractale du monde ; dans ses œuvres, le labyrinthe est représenté tel un rhizome, une structure de réseaux illimités (sans centre, ni sortie, ni dedans, ni dehors) et dont les éléments peuvent se connecter, déconnecter, et reconnecter de manière aléatoire et à l’infini, à l’image de notre monde réel avec sa multitude d’informations circulantes.

### Musique
Quelques compositeurs ont transposé dans leurs œuvres la complexité du labyrinthe. D'une façon générale, la musique de Jean-Sébastien Bach, s'appuyant sur la fugue et le contrepoint, peut évoquer une construction labyrinthique. Plus particulièrement, la fugue en si mineur du premier livre du Clavier bien tempéré est conçue avec un sujet en labyrinthe musical. Explicitement, Bach a écrit une pièce intitulée Petit Labyrinthe harmonique, illustrant les tournoiements et la difficulté de sortir d'un labyrinthe végétal.
Marin Marais nomme une pièce pour viole « Le Labyrinthe » (livre IV, 1717 — Suite d'un goût étranger). 
Dans la musique et la chanson contemporaines, on peut citer Le Labyrinthe, Yves Duteil, 1976, ou encore Song From The Labyrinth, de Sting, 2006.

### Bande dessinée
Quelques auteurs de bande dessinée ont su exploiter la figure du labyrinthe dans leurs œuvres. Citons quelques exemples avec Le Labyrinthe infernal, tome 9 des aventures d'Adèle Blanc-Sec, par Jacques Tardi 2007, Le Labyrinthe, tome 4 de la série Relayer d'Eric Liberge et Vincent Gravé, 2006, Les Dix Dalles du labyrinthe, tome 2 de la série Tessa agent intergalactique de Nicolas Mitrix et Stéphane Louis. Dans les Idées Noires de Franquin, un prisonnier est enfermé dans une planète-labyrinthe, ou encore dans un des tomes de la série Julius Corentin Acquefacques, prisonnier des rêves de Marc-Antoine Mathieu, le héros parcourt un ensemble de pièces en marchant sur le haut des murs.
Le journal de Spirou publia dans son numéro 1000 un labyrinthe « en 4D » : il s'agissait en fait de deux labyrinthes imprimés sur les deux faces d'une feuille et communiquant par des trous dans la feuille (2 fois 2D, donc, ce qui n'a pas la complexité réelle du 4D).

### Cinéma
Le thème du labyrinthe a été de nombreuses fois exploité au cinéma, notamment en science-fiction. En général, le personnage principal est enfermé dans un labyrinthe (physiquement ou psychologiquement) et tente par tous les moyens de s'en sortir. Le thème est notamment repris dans :
- Le Labyrinthe, court-métrage d'animation de Jan Lenica[84] (1963).
- Labyrinthe mystérieux, de Shūji Terayama (1975).
- Shining, de Stanley Kubrick (1979) : Le labyrinthe y est une réelle obsession. C'est sur lui que repose la trame narrative. Le récit de Kubrick est labyrinthique et ses personnages repassent par les mêmes lieux et les mêmes étapes. Ce rituel leur apporte des perspectives nouvelles et de la lucidité.
- Glauber le film, labyrinthe du Brésil, de Silvio Tendler (1981).
- Labyrinthe, de Jim Henson (1986).
- Le Nom de la rose, de Jean-Jacques Annaud (1986) : Les deux personnages principaux tentent de trouver la bibliothèque de l'abbaye et se perdent dans un labyrinthe de couloirs et d'escaliers. Ils y accèdent après nombre de péripéties et en sortent grâce à un fil tiré de la bure d'un des personnages, Adso de Melk. La représentation du labyrinthe n'est pas identique à celui du livre d'Umberto Eco dont le film est tiré. De façon transposée, on retrouve là le thème du fil d'Ariane.
- Le Labyrinthe des rêves, de Sogo Ishii (1997).
- Chapeau melon et bottes de cuir, long-métrage de Jeremiah S. Chechik (1998).
- Cube, de Vincenzo Natali (1999).
- Astérix et Obélix : Mission Cléopâtre, d'Alain Chabat (2002).
- Cube² : Hypercube, d'Andrzej Sekuła (2003) : Huit personnes sont retenues prisonnières d'un labyrinthe de salles cubiques : l'hypercube. Dans cette structure, le temps et l'espace ont disparu. Tout au long du film, les huit protagonistes tentent désespérément de trouver la sortie de ce labyrinthe infernal[85].
- Harry Potter et la Coupe de feu, de Mike Newell (2005).
- Le Labyrinthe de Pan, de Guillermo del Toro (2006) : La jeune Ofélia découvre, en 1944, un mystérieux labyrinthe, près de la grande maison familiale. Pan, le gardien des lieux, lui révèle alors qu'elle est la princesse disparue d'un royaume enchanté. Pour découvrir la vérité, la jeune fille doit accomplir trois épreuves dans ce labyrinthe, selon le schéma classique du parcours initiatique conduisant à la connaissance.
- Inception, de Christopher Nolan (2010) : Le personnage principal (Cobb) demande à Ariane, une jeune femme qu'il vient de recruter, de lui dessiner des labyrinthes pour tester sa capacité à créer des rêves complexes.
- Le Labyrinthe, de Wes Ball (2014).

## Le labyrinthe et le jeu

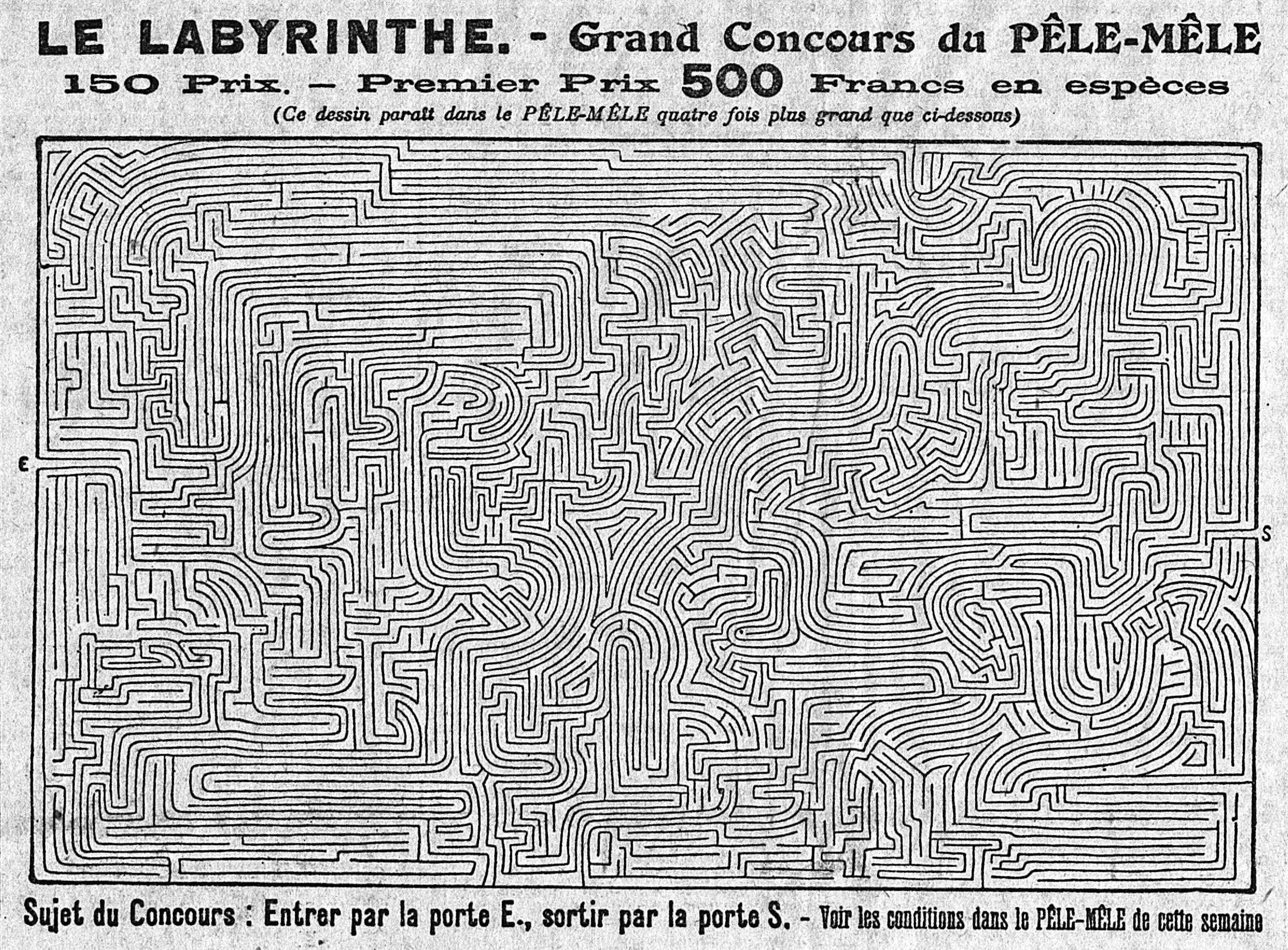
Labyrinthe publié dans Le Matin, 1912.

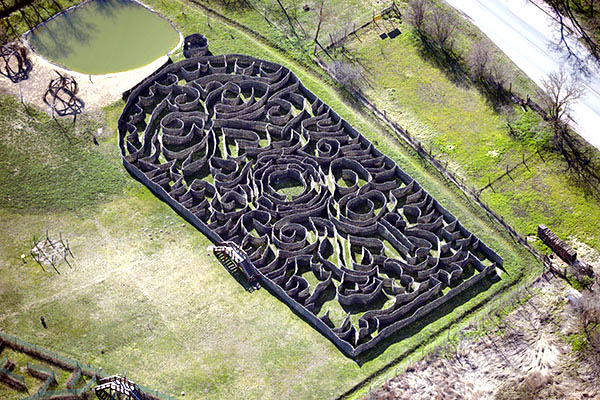
Le labyrinthe ludique d'Ópusztaszer en Hongrie.

Le labyrinthe prend aussi la forme du jeu, notamment celui du jeu de l'oie et celui de la marelle[réf. nécessaire], dont le tracé évoque une église avec nef, transept et chœur. Il s'agit ici non pas de s'égarer ou d'interdire à quelqu'un de trouver la sortie, mais de suivre un cheminement allant de la terre qu'est l'entrée de l'église au ciel (symbolisé par le chœur) en traversant les vicissitudes que sont les cases de la nef et du transept.
Récemment, le concept a été repris dans une grande variété de jeux de labyrinthe. De même, les jeux vidéo tels que Tomb Raider ou simplement « labyrinthe » et leur ancêtre Pac-man exploitent cette figure complexe.
En 1967, le pavillon du Labyrinthe était l'une des plus spectaculaires attractions grandeur nature de l'Exposition universelle de Montréal, et comportait des innovations de projection d'images voisines de celles qui seront mises en place bien plus tard dans le Futuroscope.
Le mythe de Dédale et du labyrinthe est aussi un des quatre mythes fondateurs des jeux de tarot : celui des différentes étapes du voyage initiatique vers la connaissance de soi.
À Londres, un labyrinthe de carreaux de céramique est visible sur le mur de la station de métro Warren Street (warren désigne en anglais les terriers de lapins et leurs dédales de galeries). Aux heures de pointe, les voyageurs ont deux minutes d'attente en moyenne entre deux trains. L'auteur du dédale a estimé qu'il fallait environ trois minutes pour le résoudre.
En 2016, The Witness, de Jonathan Blow, revisite le design et l'expérience utilisateur du labyrinthe pour nous offrir une nouvelle approche de résolution de ces énigmes.